# Хронология вторжения России на Украину (март 2024)
Данная статья является частью хронологии широкомасштабного вторжения РФ на Украину и описывает события, произошедшие в марте 2024 года.

## 1 марта
В Москве состоялись похороны российского оппозиционера Алексея Навального. Собрались тысячи людей, которые кричали лозунги «Верните солдат домой», «Путин умрёт при нас», «Герои не умирают». Похороны Навального стали крупнейшей антивоенной акцией российской оппозиции с начала российского вторжения в Украину.

## 2 марта

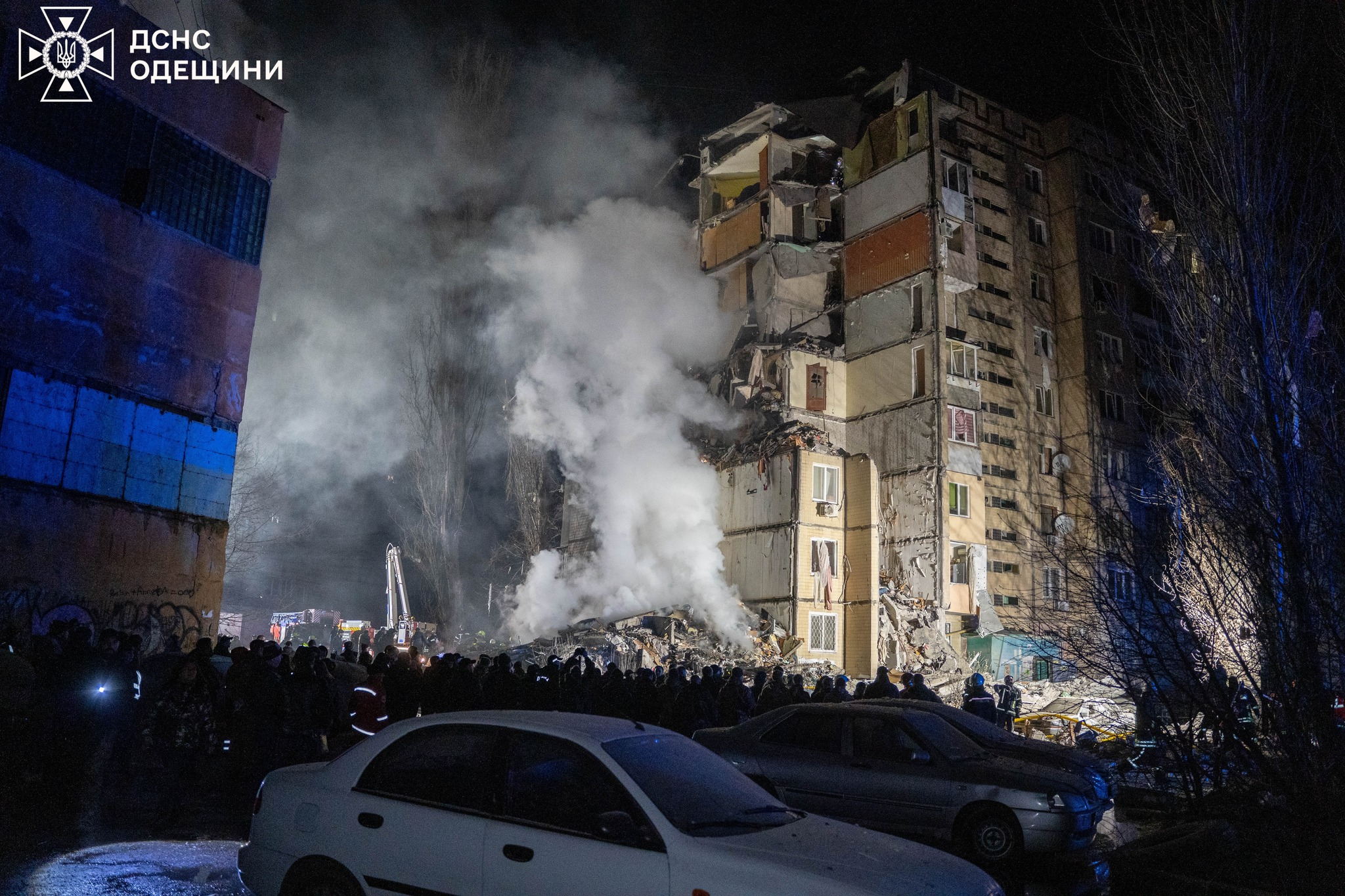
Дом в Одессе после удара 2 марта

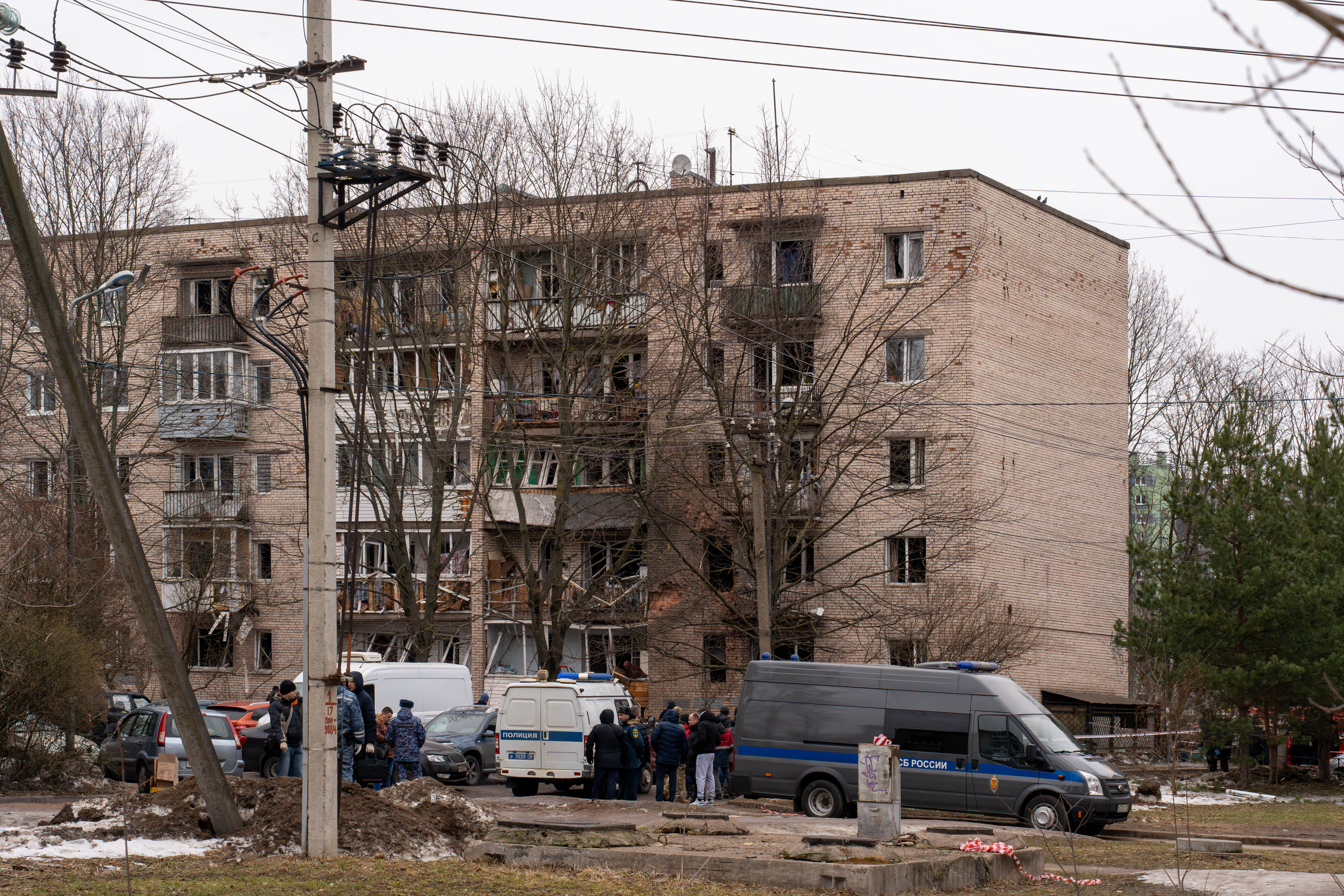
Дом 161 по Пискарёвскому проспекту в Санкт-Петербурге после удара 2 марта

В ходе очередной ночной российской атаки Одессы беспилотниками был частично разрушен 9-этажный жилой дом, обрушились 18 квартир. 12 человек (в том числе 5 детей) погибли и 9 пострадали. 3 марта в Одесской области объявлено днём траура.
В Санкт-Петербурге беспилотник врезался в жилой дом. Повреждены как минимум пять квартир. Жертв не было, к медикам обратились 6 человек; один госпитализирован из-за стресса. По данным телеграм-каналов, целью беспилотника могла быть близлежащая нефтебаза.
Германия заявила, что проведёт расследование по поводу утечки телефонного разговора высокопоставленных военных, в котором обсуждалось потенциальное использование на Украине ракет «Таурус». Олаф Шольц назвал утечку «очень серьёзным вопросом» и пообещал провести расследование.

## 3 марта
Российская бомбардировка центра города Курахово (Донецкая область). Ранены 16 человек, повреждены не менее 15 многоэтажных зданий.
Минобороны России заявило, что ночью по Крыму было запущено 38 украинских беспилотников, и все они были сбиты. Местные паблики сообщили о взрывах в Феодосии около нефтебазы.

## 4 марта
ГУР Украины заявило 4 марта о взломе серверов Минобороны России, в результате чего у них в руках оказался «массив секретной служебной документации», в том числе служебной документации заместителя министра обороны РФ Тимура Иванова.
Военные корреспонденты и Telegram-каналы сообщали о продвижении российских военных в пригородах Донецка у Авдеевки и Марьинки. По некоторым данным, они установили контроль над 75 % села Тоненькое; по другим — бои продолжались. Издание «Агентство» сообщало, что в среднем в период с 17 февраля по 1 марта ВС РФ захватывали порядка 2,7 км² в сутки, тогда как с октября до середины февраля — только 0,7 км² в сутки. Сообщалось о продолжающихся боях около Табаевки, рядом с Богдановкой и Ивановским. Российские военные не использовали в боях самые современные танки «Армата», так как их производство слишком дорого и слишком высоки репутационные риски при их потере.
The Washington Post сообщало, что по мере продвижения российских войск Владимир Зеленский столкнулся с проблемами, вызванными неспособностью разработать чёткий план мобилизации. По словам премьер-министра Украины, ожидается, что соотношение получивших бронь к мобилизованным составит 8:1.
4 марта сообщалось о взрывах в Днепровском районе, обстрелах Херсонской области, где пострадали 9 многоэтажных и 16 частных домов. На территории России в результате взрыва был повреждён мост через Чапаевку в Самарской области. Украинская разведка заявила, что его использовали для транспортировки военных грузов, производимых на заводе «Полимер» в Чапаевске. Телеграм-канал Astra сообщал о падении беспилотника на территории «Петербургского нефтяного терминала». Кроме того, пострадало село Гуево в Курской области, Суземка Брянской области (2 пострадавших).
Astra подсчитала, что за февраль Украина больше 300 раз атаковала Россию беспилотниками, 219 атак пришлись на Белгородскую область. Разведка Великобритании опубликовала подсчёты, согласно которым российская армия понесла самые большие потери убитыми и ранеными за всю войну — 983 человека ежедневно. Общие потери россиян за время войны к началу марта британская разведка оценивала в 355 тыс. человек убитых и раненых.
4 марта президент Владимир Зеленский отчитался, что за февраль Украина экспортировала по «зерновому коридору» в Чёрном море 8 млн тонн грузов. Позднее премьер-министр Украины сообщил, что за полгода страна экспортировала по Чёрному морю почти 20 млн тонн грузов, из которых 70 % — сельскохозяйственная продукция. Одновременно посол Украины в Польше призывал польских фермеров прекратить блокаду границ для грузовиков с сельскохозяйственной продукцией. Украина также подтвердила готовность продлить транзит российского газа по запросу ЕС.
«Важные истории» выяснили, что начальник Службы безопасности РЖД Виктор Шендрик является спонсором батальона «Эспаньола». Так как он связан с Аркадием и Борисом Ротенбергами, предполагалось, что они использовали формирование для создания собственной ЧВК.

## 5 марта
5 марта украинская разведка заявила об уничтожении патрульного корабля проекта 22160 «Сергей Котов», который охранял Керченский пролив. Украинская разведка утверждает, что в результате удара были ранены по меньшей мере 27 членов экипажа, погибло — 7. Предположительно, на борту затонувшего судна находился вертолёт Ка-29 или Ка-27. Минобороны России и власти аннексированного Крыма информацию об уничтожении корабля и атаке у побережья полуострова не комментировали. 5 марта появилось видео уничтожения ракетой «Искандер» установки РСЗО HIMARS вместе с машинами сопровождения в селе Никаноровка Донецкой области, примерно в 40-50 километров от линии фронта. Это первая задокументированная потеря HIMARS.

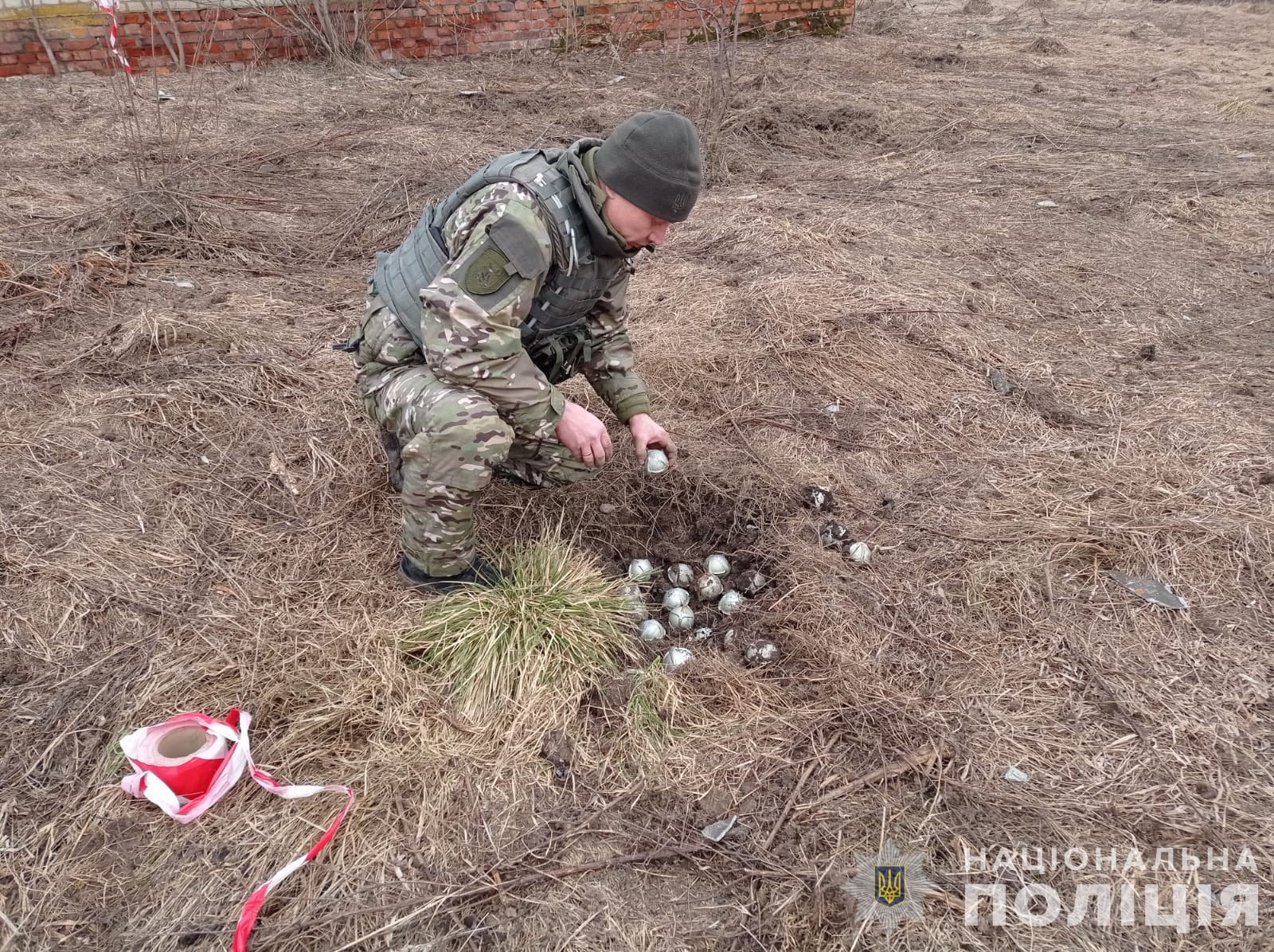
Шариковые осколочные авиационные бомбы ШОАБ-0,5 в Сумской области

В Белгородской области из-за взрыва украинского беспилотника загорелась нефтебаза. Украинские СМИ назвали атаку операцией ГУР Минобороны Украины. Кроме того, линия электропередачи была повреждена в Шебекинском районе, в селе Новая Таволжанка был подбит грузовой автомобиль. Школьники Старого Оскола и Губкина сообщали, что учителя не отвели их в укрытие при звуках сирены. Губернатор Белгородской области также отчитался об уничтоженном БПЛА в Грайворонском городском округе. Российские военные 5 марта обстреляли территорию 10 областей Украины: Днепропетровской, Донецкой, Запорожской, Луганской, Сумской, Николаевской, Черниговской, Одесской, Харьковской, Херсонской. В частности, они нанесли удар по городу Красногоровка, по селу Куриловка, а также атаковали Херсон.
ВСУ сообщали о 76 боевых столкновениях, двух ракетных и 67 авиационных ударов со стороны России, а также 95 обстрелах из РСЗО. Служба безопасности Украины объявила о разоблачении российского агента, который планировал теракт в одном из почтовых отделений Запорожья.
5 марта Минобороны Германии сообщило, что утечка разговора немецких офицеров о ракетах Taurus произошла из-за ошибки одного из офицеров. Сотрудники, один из которых находился в Сингапуре, обсуждали какие цели украинские военные могли бы атаковать с их помощью. МИД России потребовал от посла Германии разъяснений, министр обороны ФРГ сообщил о дисциплинарной проверке. Позднее большинство немцев поддержали отказ канцлера поставлять ракеты TAURUS Украине.
Международный уголовный суд выдал ордера на арест командующего дальней авиацией Сергея Кобылаша и командующего Черноморским флотом адмирала Виктора Соколова. Причиной стали предполагаемые преступления, совершённые как минимум с 10 октября 2022 года по как минимум 9 марта 2023 года. Пресс-секретарь президента России Дмитрий Песков сообщил, что Россия не признаёт ордера МУС.
«Новая газета» подсчитала, что за два года войны Генпрокуратура РФ подала 40 исков о национализации 180 частных компаний. Так, 5 марта районный суд в Адыгее конфисковал за «экстремистскую деятельность» российские активы бизнесмена Игоря Коломойского стоимостью более 5,1 миллиарда рублей.

## 6 марта

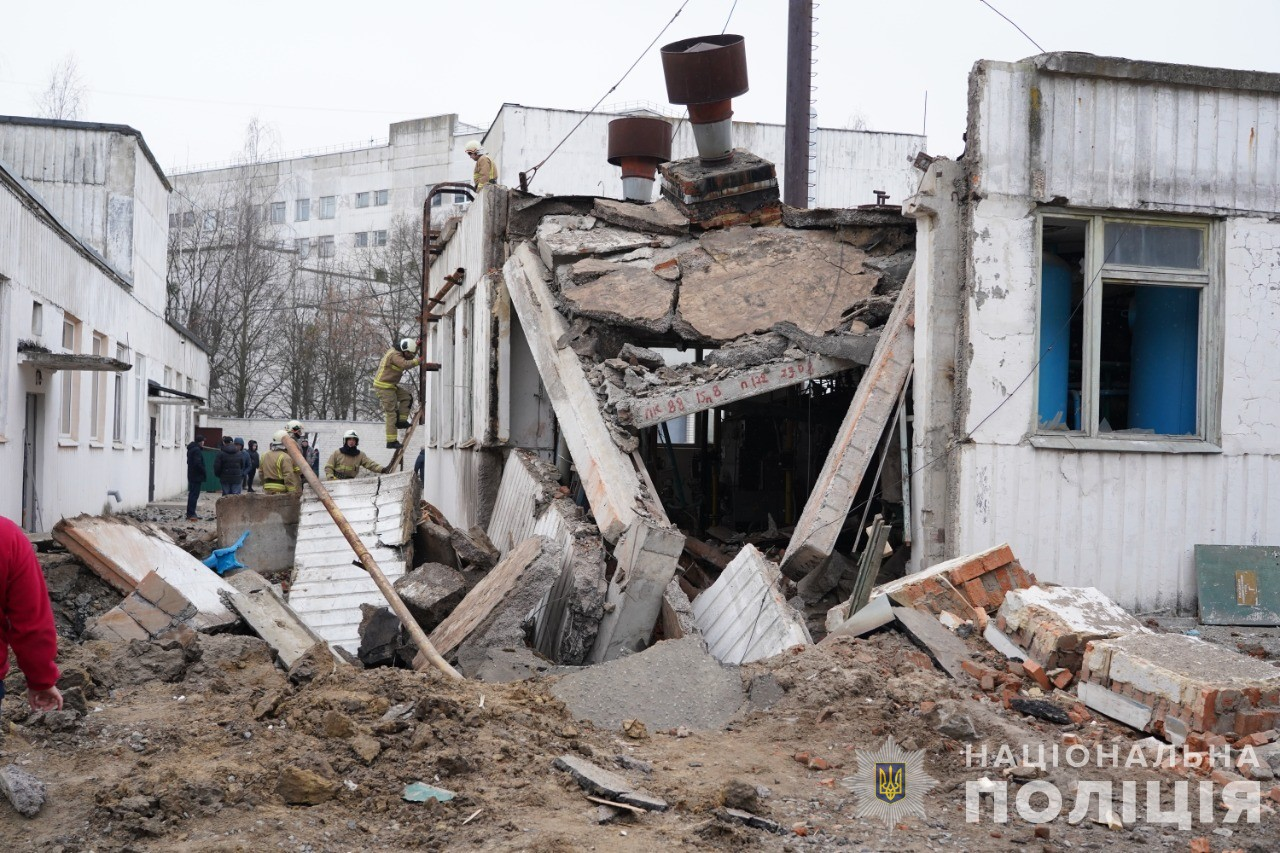
Разрушения на территории больницы в Сумах после удара 6 марта

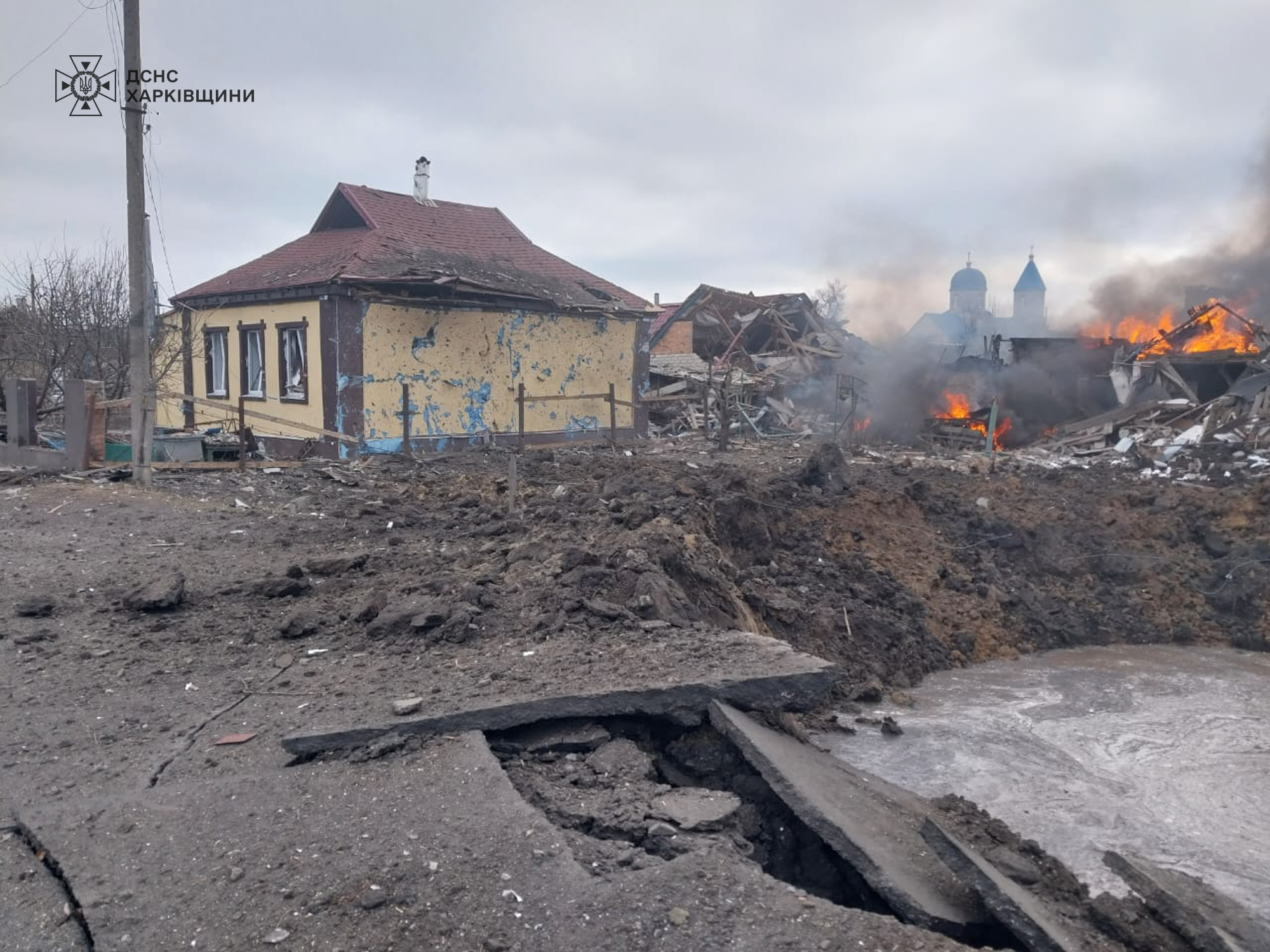
Разрушения в Боровой (Харьковская область) после удара 6 марта

ВСУ сообщали, что в ночь на 6 марта уничтожили 38 из 42 запущенных «Шахедов». Российские военные нанесли ракетный удар по портовой инфраструктуре Одессы во время визита в город президента Украины и премьер-министра Греции (всего 5 погибших, 5 раненых). Обстрелам подверглись Херсон, Берислав и Никополь, где загорелся торговый центр площадью 4 тыс. м² (о пострадавших не сообщалось). Один человек погиб и ещё семеро получили ранения в результате российского обстрела ракетой «Искандер-М» посёлка Боровая в Харьковской области. В результате атаки дронов на город Сумы пострадали 7 человек. В оккупированном Бердянске был подорван автомобиль местной жительницы, участвующей в организации выборов и состоящей в избирательной комиссии. Также известно о взрыве автобуса в посёлке Донецкий (5 погибших).
Губернатор Курской области подтвердил две атаки на Михайловский горно-обогатительный комбинат в Железногорске Курской области, во время которых украинские беспилотные летательные аппараты атаковали склад горюче-смазочных материалов. Также взрыв произошёл возле нефтехранилища в посёлке Анна Воронежской области. О сбитых украинских беспилотниках сообщали власти Курской, Воронежской и Белгородской областей.
ВСУ подсчитали, что за сутки произошло 76 боевых столкновений в районах Табаевки Харьковской области; Белогоровка Луганской области; Терны, Спорное, Бердычи, Тоненькое, Первомайский, Невельское, Георгиевка, Победа, Новомихайловка, Ивановское, Клещеевка и Андреевка Донецкой области; Работино Запорожской области. Так, Новомихайловку российские войска штурмовали на МТ-ЛБ усиленными брёвнами и танках 1950-х годов выпуска. Под Авдеевкой они не могли достичь оперативного успеха. Минобороны РФ заявила об уничтожении в боях третьего по счёту американского танка Abrams. Командующий Сухопутными войсками ВСУ Александр Павлюк заявил о готовящихся контрударных действиях в ближайшие месяцы. За сутки под артиллерийским огнём оказались более 140 населённых пунктов Черниговской, Сумской, Харьковской, Луганской, Донецкой, Запорожской, Днепропетровской, Херсонской и Николаевской областей.
Завербованные российскими военными граждане Индии записали обращение с просьбой о помощи в возвращении домой. СМИ подтверждали также случаи вербовки граждан Индии в российскую армию обещаниями лёгкой работы и высокого заработка.
Представитель администрации президента США подтвердил 6 марта, что президент Украины никогда не просил отправить иностранные войска. Одновременно The Wall Street Journal сообщал, что Владимир Зеленский в августе и ноябре 2023 года отправил не менее 100 украинских военных в Судан для борьбы с повстанцами, которых поддерживала ЧВК «Вагнер». В Судане воевали бойцы спецподразделения «Тимур» Главного управления разведки.
Аналитики Центра стратегических и международных исследований опубликовали статью, в которой назвали оборону Украины ключевым компонентом в обеспечении безопасности в Европе. Они указывали, что США должны разработать новую стратегию политического сдерживания России с учётом сотрудничества Москвы с Пекином.
Великобритания заявила о готовности передать Украине все замороженные в стране активы Центробанка РФ в виде займа. Владимир Путин провёл переговоры с гендиректором МАГАТЭ Рафаэлем Гросси, на которых обсуждалась безопасность Запорожской АЭС.
Королёвский городской суд Московской области 6 марта вынес обвинительный приговор за «фейки» об армии журналисту RusNews. Он получил 7 лет колонии, хотя ссылался в своих публикациях на доклад ООН и на статью New York Times. Росфинмониторинг внёс российского шахматиста и 13-го чемпиона мира по шахматам Гарри Каспарова в перечень «террористов и экстремистов».
Украинские военные сообщали, что один из пленных российских командиров признался, что расстреливал солдат своей добровольческой дивизии.

## 7 марта

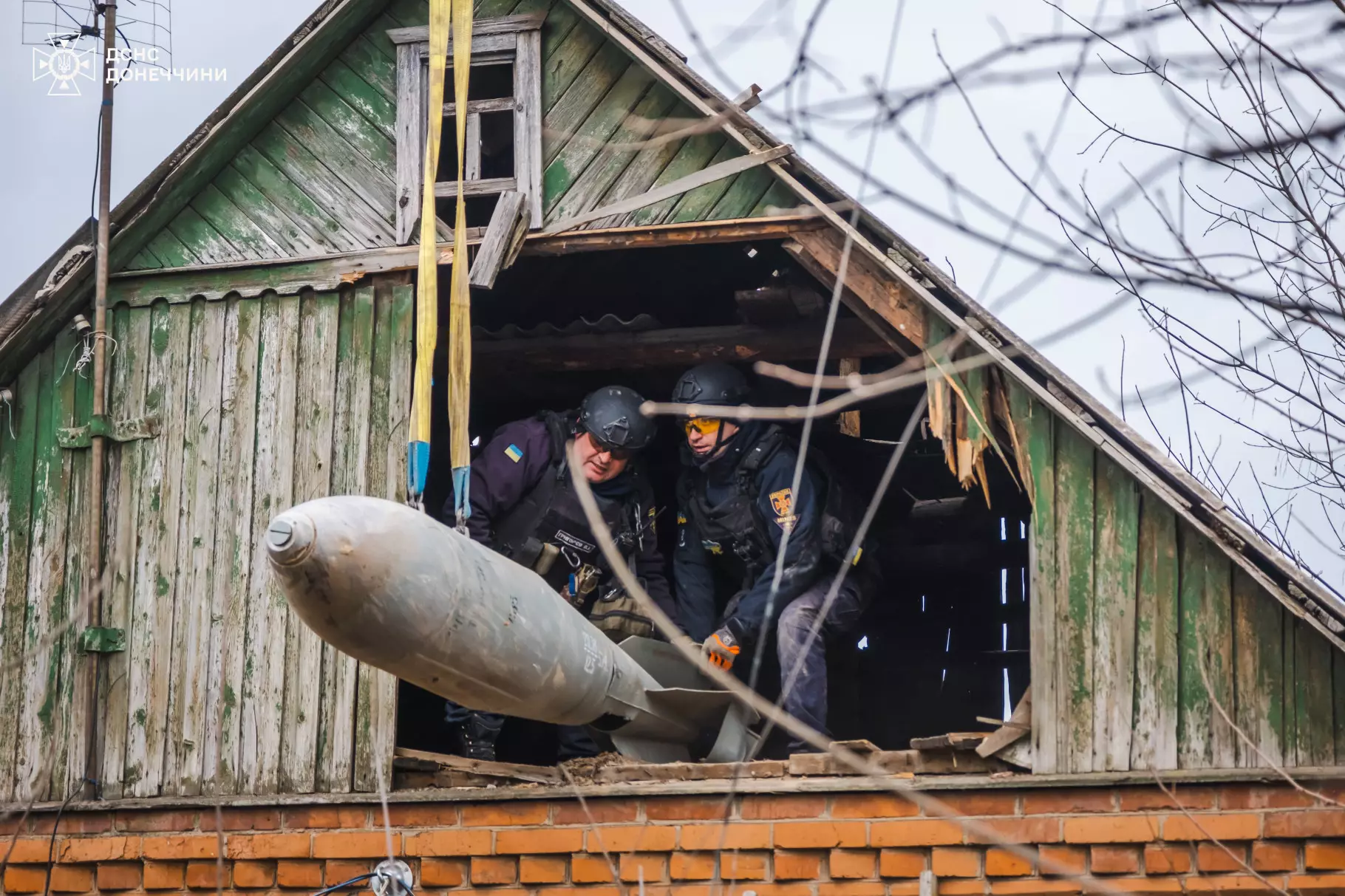
Извлечение авиабомбы ФАБ-500, попавшей в частный дом в Константиновке Донецкой области

В ночь на 7 марта российские войска ударили беспилотниками по полигону МЧС в Харьковской области, что привело к пожару. К середине дня украинские военные сообщали, что за сутки было выпущено 1 ракета «Искандер-М» по Одессе; 1 зенитная управляемая ракета С-300 и 3 беспилотника «Шахед» — по Харьковской области; 1 ракета Х-59 по Миргороду; 1 ракета Х-31 по Одесской области. Хотя часть снарядов удалось сбить, днём стало известно, что в результате обстрела Купянска в Харьковской области погибли 2 человека, ещё 7 человек, включая трёхлетнего ребёнка, пострадали; одна женщина погибла и одна была ранена при ударе по городу Волчанск. Была объявлена принудительная эвакуация из 55 населённых пунктов на Купянском направлении.
По сообщениям СМИ, за день над Ленинградской областью сбили два украинских дрона. Минобороны РФ сообщало о других сбитых украинских беспилотниках над Брянской и Белгородской областями. Один из дронов атаковал Череповецкий металлургический комбинат «Северстали», из-за чего взорвалась одна из индукционных печей предприятия.
ВСУ сообщали о 92 боевых столкновениях в районах Синьковки и Табаевки Харьковской области; Белогоровки Луганской области; Тернов и Спорного Донецкой области. Военные Telegram-каналы сообщали, что российские войска безуспешно пытаются выйти к трассе Марьинка — Угледар, для чего стремились захватить Новомихайловку. Военные корреспонденты сообщали о продолжающихся боях в селе Победа, о взятии которого Минобороны России отчитывалось ещё 22 февраля. Они критиковали «большой кризис управления» и «страх принятия решений» со стороны вышестоящего командования.
Владимир Зеленский подписал 7 марта указ об увольнении в запас срочников, призыв которых был продлён из-за войны. Он также назначил бывшего главкома Вооружённых сил Украины Валерия Залужного на должность чрезвычайного и полномочного посла Украины в Великобритании.
7 марта один из руководящих органов Международного агентства по атомной энергии одобрил резолюцию, которая призывает Россию срочно вывести со станции военных и «прочий неавторизованный персонал» и вернуть станцию под полный контроль компетентных органов Украины. На следующий день резолюцию принял совет МАГАТЭ.
7 марта президент Франции Эмманюэль Макрон допустил, что, в случае приближения линии фронта к Одессе или Киеву, Франция может отправить на Украину военных. На следующий день министр обороны заверил, что имеется в виду исключительно работа по разминированию и обучению украинских военных. Президент США Джо Байден на выступлении перед Конгрессом также подчёркивал, что не планирует отправлять американских военных, но раскритиковал республиканцев, блокирующих отправку помощи Украине. Администрация президента рассматривала возможность передачи Украине около $200 млн, изначально предназначавшихся для финансирования американской армии.
Украинские СМИ сообщили об аресте в Харьковской области двух бывших сотрудников «Харьковгаза», которые при оккупации работали в газовой службе и могли передать представителям РФ карты газовых сетей области. «Важные истории» опубликовали расследование о том, что в 2023 году российские компании ввезли в страну измерительные системы британской Renishaw на сумму 360 млн рублей. Такие системы необходимы на предприятиях военно-промышленного комплекса, где важна максимальная точность.
СМИ опубликовали сообщения об убийстве при задержании подозреваемого в организации теракта в Карелии по указанию украинских спецслужб.
Посольство Индии в России сообщило о гибели в ходе войны одного из своих граждан, который был обманом привлечён к службе в армии. Индийские власти сообщали, что пытаются вернуть минимум 20 граждан, которых заманили под предлогом работы «армейскими помощниками».

## 8 марта

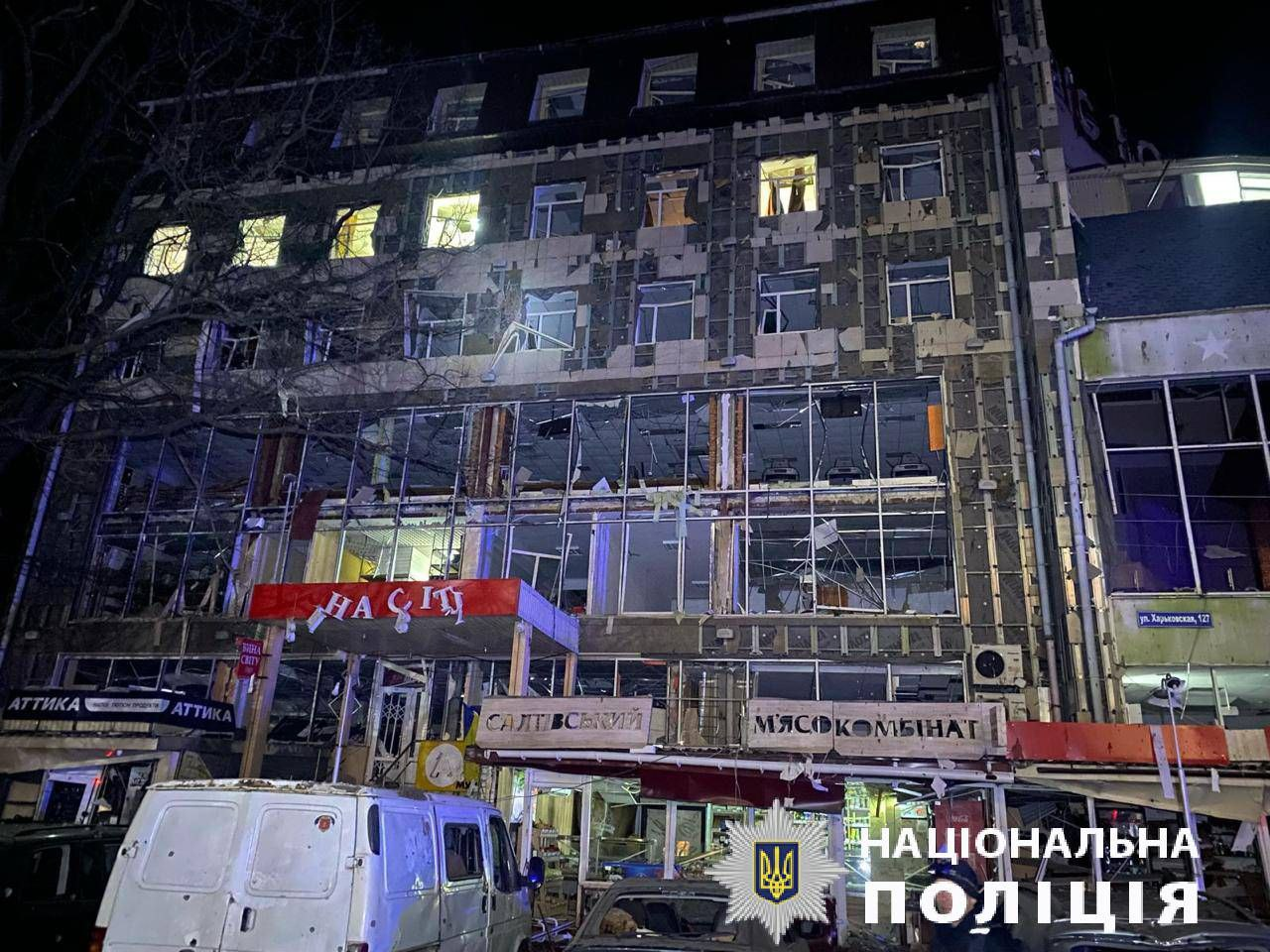
Гостиница в центре Чугуева после обстрела 8 марта

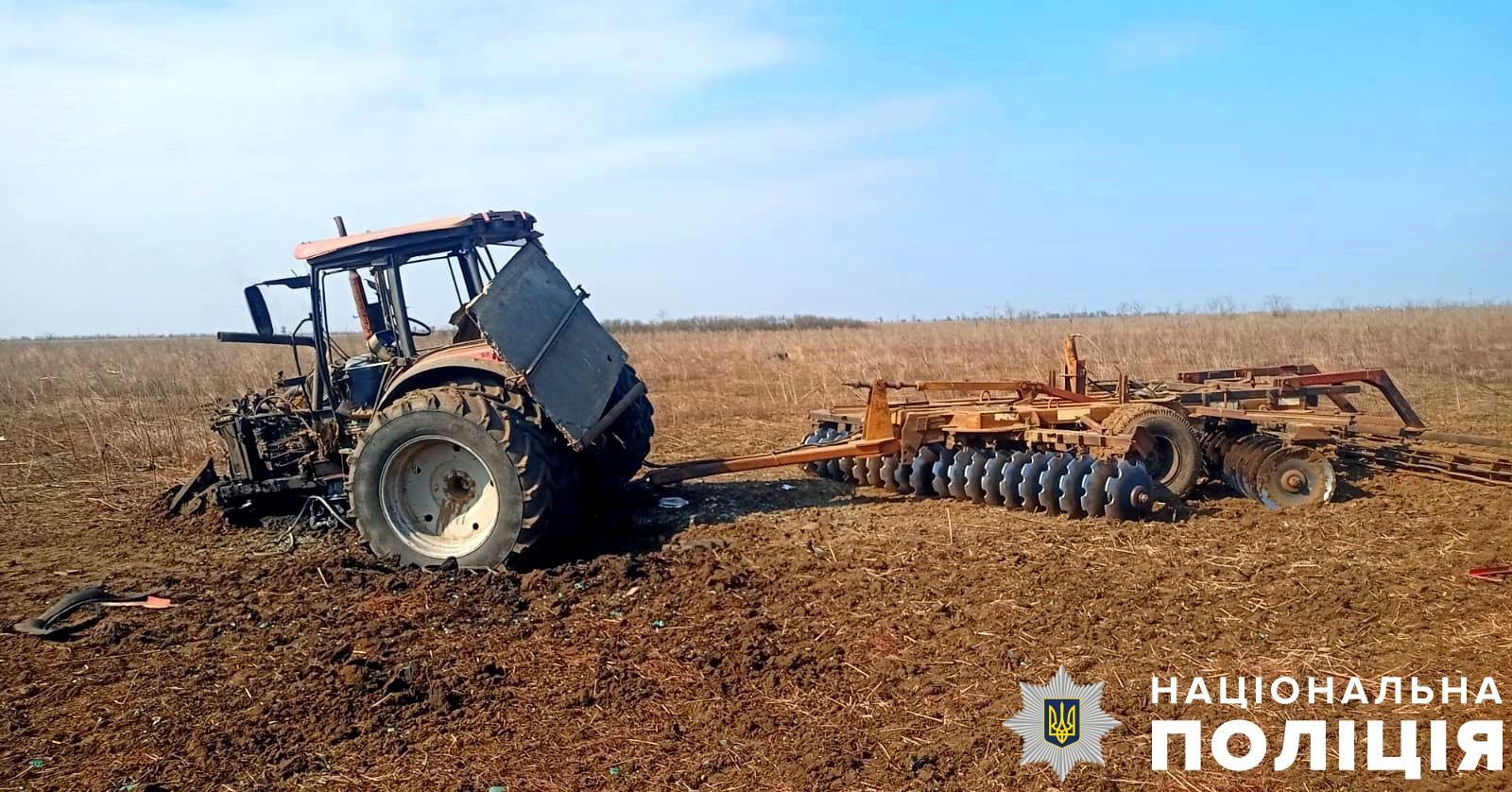
Трактор, взорвавшийся на мине в Херсонской области

По сообщениям ВСУ, 8 марта Россия нанесла четыре ракетных (в их числе две управляемые авиационные ракеты Х-59 и одна зенитная ракета С-300) и 74 авиационных удара, совершила 101 обстрел из реактивных систем залпового огня, а также запустила 37 ударных беспилотников, из которых 33 удалось сбить. В Харьковской области российские военные обстреляли артиллерийскими и миномётными снарядами 18 населённых пунктов (2 погибших); в Херсонской области — 19 городов и сёл (пострадали 5 многоэтажек и 30 частных домов); в Запорожской — 12 поселений; в Донецкой области зафиксировано 24 обстрела. В Николаевской области обломки дрона застряли в винте ветрогенератора, в Одесской — повредили инфраструктурные постройки, вызвав пожар. Также, по отчётам ВСУ, за сутки произошло 86 боевых столкновений на линии фронта.
Российские военные сообщили, что силами ПВО уничтожили 11 украинских беспилотников. Однако в Белгородской области из-за атаки украинских дронов-камикадзе погибло два человека.
При визите в Турцию Владимир Зеленский посетил в верфь «Халич» в Стамбуле, на которых строятся корветы для ВМС Украины. В интервью итальянским СМИ он сказал, что, по данным спецслужб, Россия пыталась убить его более десяти раз. Так, за день до интервью, 7 марта, одна из российских ракет якобы упала в 500 метрах от президента Украины и премьера Греции на встрече в Одессе (по другим данным — в 3 км).
Министр иностранных дел Украины Дмитрий Кулеба пожаловался на недостаток западной помощи и задержки с поставками. Одновременной канцелер Германии высказал сомнения в необходимости поставок крылатых ракет большой дальности TAURUS, опасаясь вовлечения в войну. Хотя позднее сообщалось, что Германия открыта к предложению Великобритании поставить ракеты британскому правительству при условии, что оно предоставит Украине дополнительные ракеты большой дальности Storm Shadow. Президент Франции заявил, что французские компании начнут производство запчастей для военной техники на территории Украины.
Русская служба BBC совместно с «Медиазоной» опубликовали очередный отчёт о погибших российских военных. По открытым российским данным и сообщениям СМИ к началу марта они смогли собрать имена 46678 погибших на войне.

## 9 марта

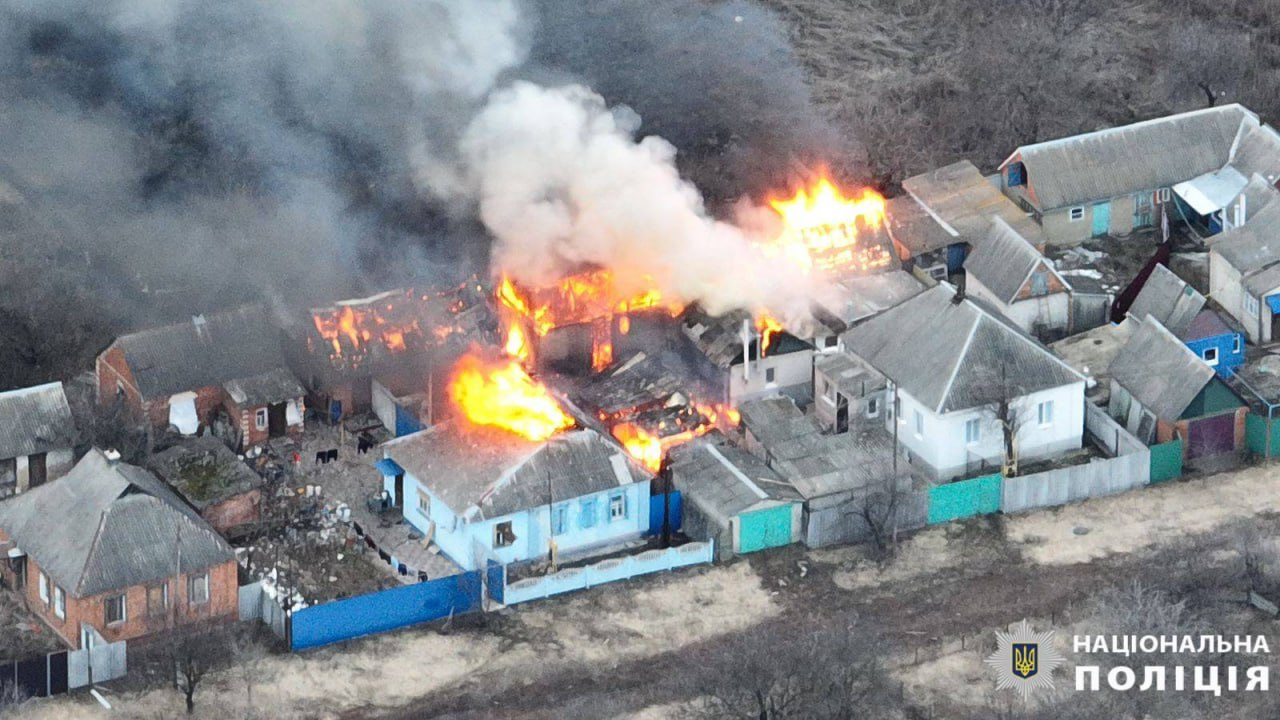
Дома в посёлке Одноробовка (Харьковская область) после обстрела 9 марта

В ночь на субботу в Криворожском районе Днепропетровской области российский беспилотник попал в промышленное предприятие, ещё пять дронов были сбиты ВСУ. Один из российских дронов-камикадзе попал в подстанцию «Укрэнерго», о повреждениях не сообщалось. Утром при обстреле Херсона получили ранения 3 мирных жителя; днём в артиллерийских обстрелах Никопольщины погиб 16-летний подросток. О раненых или погибших в атаках сообщалось также в Черниговской области и в Часовом Яру. В районе населённого пункта Красноармейск в Донецкой области российские военные сбили самолёт ВСУ МиГ-29, также сообщалось о двух подбитых комплексов ПВО ЗРК Patriot.
Над территорией России за ночь было перехвачено 47 беспилотников, из которых, по сообщениям Минобороны, 41 летели на Ростовскую область. Погибших не было, один сотрудник МЧС получил ранения. Днём 9 марта губернатор Белгородской области сообщил, что 8 муниципалитетов подверглись обстрелу украинских беспилотников (2 погибших, 1 раненый). Также сообщалось о взрывах над Курской областью.
Украинские военные отчитались, что расширяют плацдарм на левом берегу Днепра в Херсонской области. Украинские СМИ сообщили, что «по состоянию здоровья» были уволены с военной службы и сняты с воинского учёта бывший главком Вооружённых сил Украины генерал Валерий Залужный и глава Генштаба ВСУ генерал-лейтенант Сергей Шаптала.
Вооружённые силы РФ отчитались, что отразили 12 украинских атак на донецком, авдеевском и южно-донецком направлениях. Британская разведка опубликовала 9 марта снимки иранского дрона Mohajer-6 на аэродроме в Крыму.
Папа римский Франциск в интервью швейцарской телекомпании RSI заявил, что считает сильнее всех того, «кто смотрит на ситуацию, думает о народе, имеет мужество поднять белый флаг и вести переговоры». Это заявление вызвало осуждение в украинском обществе. Польские фермеры допускали временное прекращение забастовки против дешёвой украинской сельхозпродукции и разблокировку движения на одном из контрольно-пропускных пунктов.
Аналитики Фонда Карнеги предполагал, что без дополнительной военной помощи и изменений в стратегии положение Украины будет ухудшаться до возможного поворотного момента летом. Тем не менее на предложение о проведении российско-украинского саммита ради завершения войны Владимир Зеленский заявил, что на такую встречу можно приглашать только россиян, готовых «к справедливому миру», план которого разработают союзники. В США республиканцы предложили предоставлять Украине невоенную помощь в виде кредитов.

## 10 марта
10 марта ВСУ сообщали о 73 боевых столкновениях за сутки, 5 ракетных и 95 авиационных ударах, а также о 136 обстрелах из реактивных систем залпового огня по позициям украинских войск и населённым пунктам. Так, в Доброполье Донецкой области в результате российских обстрелов погибли 3 человека; ещё один — в Часовом Яре. Одиннадцать человек пострадали в обстреле Мирнограда, где были повреждены 17 многоэтажных домов и 27 автомобилей. Из 39 запущенных российскими войсками дронов сбито было 35. Известно, что один из беспилотников попал в здание на промышленном объекте в Одесском районе, а другой повредил линию электропередач в Николаевском районе.
Российская сторона утверждала, что за сутки были уничтожены 130 украинских беспилотников. В Курской области из-за украинских обстрелов жилых домов в селе Кульбаки погибла женщина, её муж получил ожоги. Украинский беспилотник упал и загорелся на территории одной из нефтебаз региона. В посёлке Горьковский Белгородской области украинский беспилотник влетел в частный дом, в посёлке Строитель — в грузовик.
10 марта в ДНР началось досрочное голосование за президента России. Украинские коллаборационистские СМИ сообщали, что в этот же день был подорван автомобиль сотрудника Министерства государственной безопасности ДНР (официально не сообщалось).
Генеральный прокурор Украины заявил «Франс Пресс», что по состоянию на 10 марта следователи зарегистрировали в общей сложности около 123 тыс. дел о военных преступлениях. По его словам, Украина уже осудила 81 российского военного преступника, 17 из них предстали перед судом.

## 11 марта
В ночь 11 марта Россия атаковала беспилотниками Одесскую область, в результате чего пострадала инфраструктура и административные здания. В Никопольском районе Днепропетровской области почти 2 тысячи человек остались без воды в результате обстрела российскими дронами. Харьков был обстрелян беспилотниками типа Shahed, в результате были повреждены два многоквартирных дома, здание гостиницы, объект инфраструктуры, а также здание коммунального заведения.
Российские военные сообщали о перехвате дронов над Брянской и Орловской областями, о пострадавших не сообщалось. В Курской области под обстрел попало село Гончаровка (1 погибший).
Украинский президент объявил о плане построить три полосы оборонительных рубежей на протяжении 2 тыс. км. Районный суд Черниговской области заочно осудили 15 российских военных, которые в марте 2022 года почти месяц удерживали больше 360 жителей села Ягодное в качестве «живого щита» в подвале школы.
CNN опубликовала разведданные НАТО, согласно которым РФ производит почти втрое больше снарядов, чем США и Европа могут поставить Украине — 3 млн в год против около 1,2 млн. При этом экспорт оружия из России сократился почти наполовину в 2018—2023 годах по сравнению с 2014—2018 годами. И даже поставленная американскими военными цель производить 100 тысяч артиллерийских боеприпасов в месяц к концу 2025 года (менее половины от ежемесячного производства в России), пока недостижима из-за блокировки нового пакета помощи Украине на 60 млрд долларов в Конгрессе. Эксперты предполагали, что темпы могут обеспечить РФ определяющее преимущество. И генеральный секретарь НАТО в очередной раз заявил о необходимости всех союзников продолжать оказывать Киеву военную поддержку.
11 марта издание Meduza опубликовало расследование, согласно которому власти разрабатывают методическую базу по «перевоспитанию» депортированных в Россию детей. Они также установили за ними цифровую слежку и планируют создать «министерство сирот».
Президент России подписал указ о выплате 5 млн рублей за гибель на войне семьям гражданского персонала ВС РФ; выплаты раненым составят 3 млн.

## 12 марта

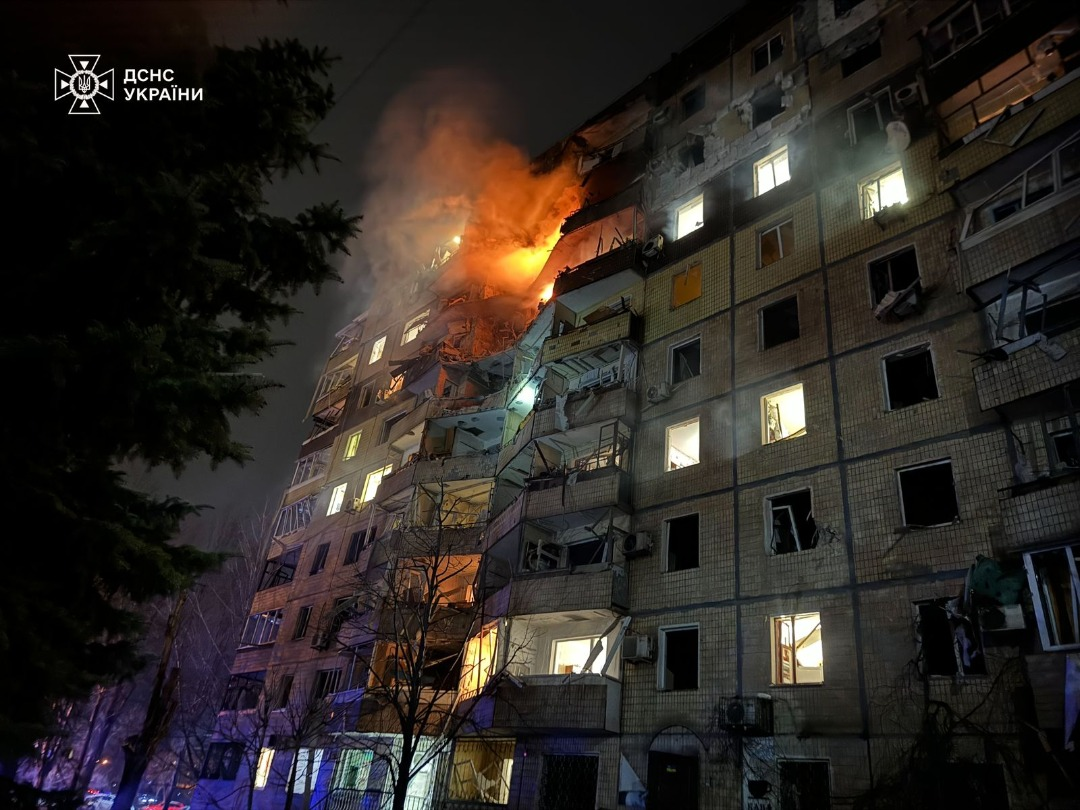
Дом в Кривом Роге после удара

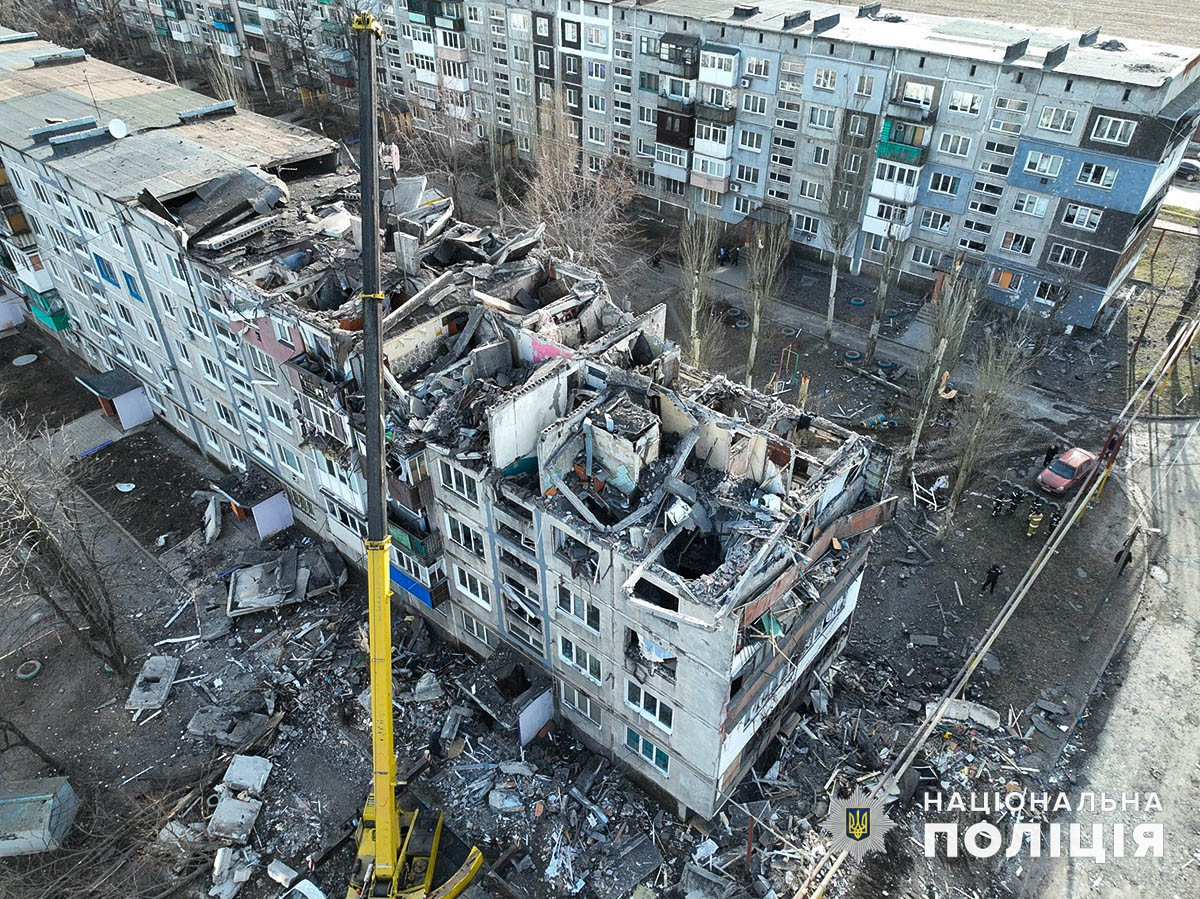
Дом в Мирнограде после удара

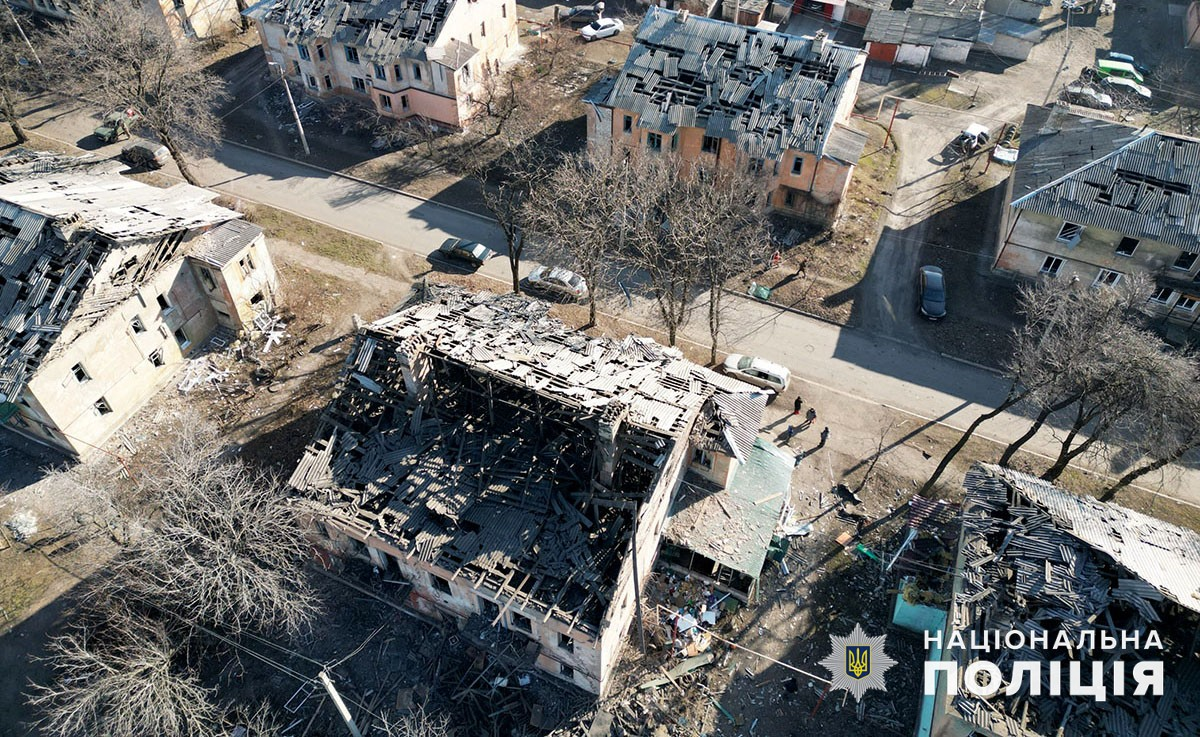
Дома в Селидово после удара

12 марта российские военные обстреляли Кривой Рог, повредив 20 многоэтажных домов, 2 детских сада и ряд других зданий. В результате атаки известно о минимум 5 погибших, 43 пострадавших (12 из них — дети). Также военная администрация Донецкой области сообщила, что вечером 12 марта российские военные выпустили по Мирнограду бомбу «Гром-Э1», повредив 5 многоэтажных домов (два человека погибли и пять ранены, из-под завалов извлекли 13-летнюю девочку). Кроме того, они сбросили бомбы на Великописаревский район в Сумской области (пострадала многодетная семья), а также обстреляли ракетами «С-300» город Селидово в Донецкой области, по сообщениям местных властей, повредив 48 жилых домов и другие постройки. Поступали сообщения о бомбе, сброшенной на жилой дом в Купянске Харьковской области; о массовой атаке российских дронов в Винницкой, Хмельницкой, Львовской и Тернопольской областях.
Всего за сутки ВСУ отчитались, что российские войска совершили 10 ракетных и 84 авиационных ударов, 123 залповых реактивных обстрела по позициям и населенным пунктам. Минобороны РФ заявило об «освобождении» Невельского в Донецкой области, хотя участники событий сообщали, что бои продолжались.
В России в ночь на 12 марта атаке дронов подверглись десять регионов: Белгородская, Орловская, Нижегородская, Курская, Воронежская, Тульская, Брянская, Ленинградская, Ростовская и Московская области. В большинстве регионов власти отчитались об успешном перехвате БПЛА (всего уничтожено 25 дронов), но в Орловской и Нижегородской областях беспилотники стали причиной пожаров на нефтебазе в Орле и нефтеперерабатывающем заводе «Лукойл-Нижегороднефтеоргсинтез» в Кстово. В Белгородской области один дрон попал в здание администрации, ранив четырёх человек; другой — лишил электричества семь сёл. Также в регионе сообщали о перехватах ракеты комплекса «Точка-У» и восьми реактивных снарядов РСЗО RM-70 Vampire. В Курской области власти запретили распространять фото и видео с последствиями обстрелов, школьников перевели на временное дистанционное обучение.
В Ивановской области потерпел крушение военно-транспортный самолёт Ил-76, погибло 15 человек.
Российские военные подтвердили попытки вторжения на территорию РФ со стороны населенного пункта Одноробовка Харьковской области, вблизи Нехотеевки и Сподарюшино Белгородской области. Днём 12 марта легион «Свобода России», Русский добровольческий корпус и батальон «Сибирь», воющие на стороне Украины, заявили, что им удалось прорваться на российскую территорию в Белгородской и Курской областях. Однако региональные власти и Минобороны РФ утверждали, что такие попытки удалось отбить. В ФСБ России сообщали, что с 10 по 12 марта при попытке нарушить государственную границу в Белгородской и Курской областях было убито 100 человек, также было уничтожено 6 танков Caesar, 20 боевых бронированных машин и опорный пункт.
Специалисты ЮНЕСКО посчитали, что с начала российского вторжения по 12 марта было разрушено или повреждено более 1400 украинских учреждений науки, на восстановление которых потребуется $1,21 млрд.

## 13 марта

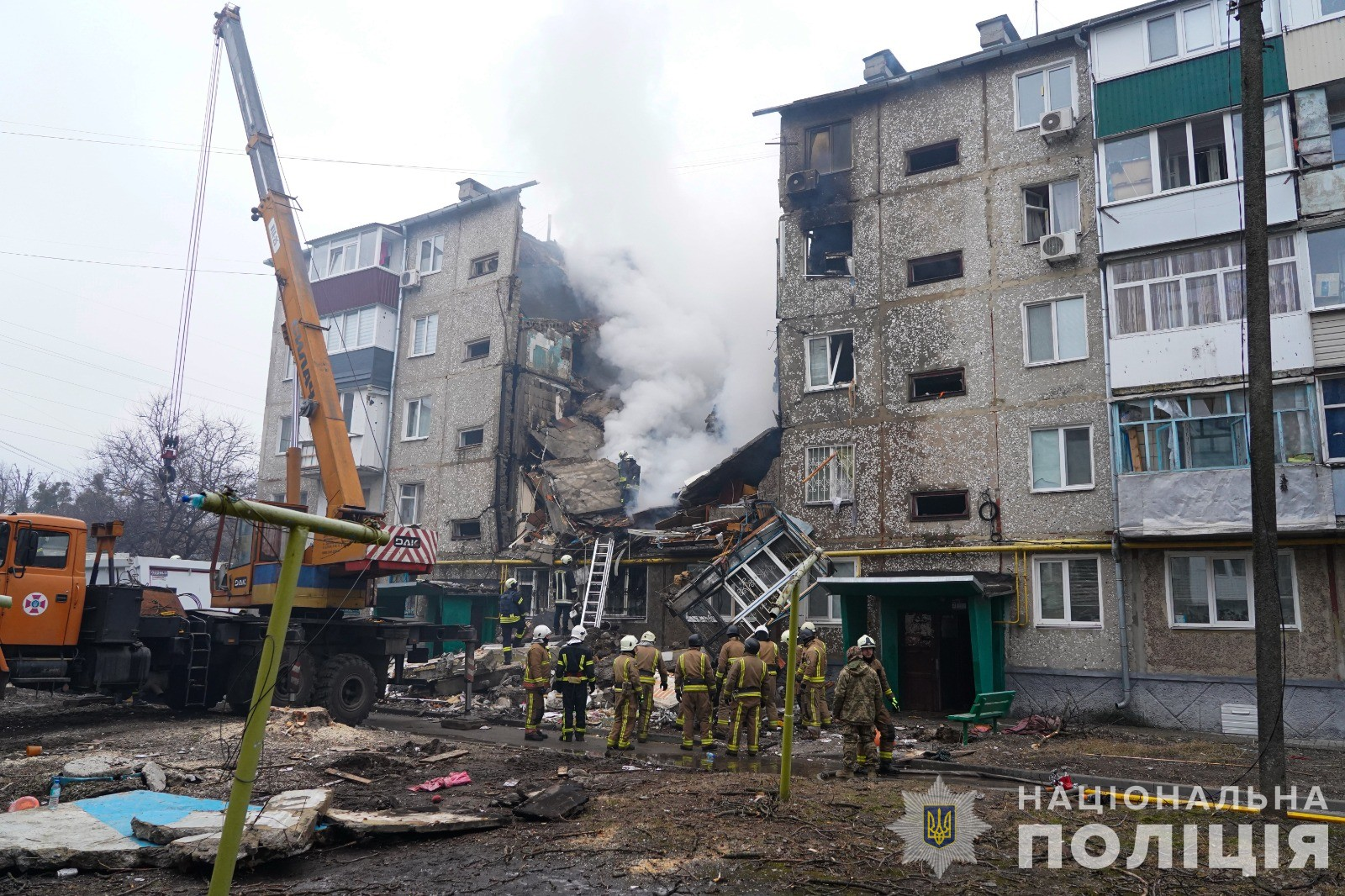
Жилой дом в Сумах после удара, 13 марта 2024 года

В ночь на 13 марта украинские беспилотники атаковали «Рязаньнефтепродукт», повредив установки по переработке первичной нефти и вызвав пожар (двое пострадавших). В течение ночи и утра в регионах России было сбито: 29 дронов в Воронежской области, 11 — в Белгородской (ещё 6 — днём), 8 — в Брянской, 8 — в Курской, один — на подлёте к НПЗ КИНЕФ в Ленинградской области. Сообщалось о повреждениях инфраструктуры и жилых многоквартирных домов, а также пострадавших среди гражданских. Так, днём 13 марта ТАСС сообщило, что один из дронов попал в здание белгородского ФСБ, хотя позднее сообщение было удалено без опровержения. Известно, что БЛА упали на территорию крупнейшего на юге России завода нефтепродуктов — Новошахтинского, работа которого была приостановлена. В интервью российским телеканалам Владимир Путин назвал участившиеся атаки попыткой помешать проведению выборов президента и создать «информационный шум».
В Сумах 13 марта российский дрон атаковал многоквартирный дом. По сообщениям украинских СМИ, погибли трое, ещё 10 человек удалось спасти из-под завалов.
Минобороны России сообщало об отбитых в ночь на 13 марта атаках на Тёткино Курской области. В свою очередь, президент Украины заявил о приостановке российского наступления на Авдеевском направлении.
США выделили Украине первый в 2024 году пакет военной помощи на сумму $300 млн, в который войдут боеприпасы, оружие и оборудование. Власти Польши обещали поддержать инициативу Чехии по сбору средств для поставки Украине 500 тыс. артиллерийских снарядов калибра 155 мм и 300 тысяч — калибра 122 мм. Президент Турции Реджеп Тайип Эрдоган призвал представителей стран НАТО избегать любых шагов, которые могут обострить войну, и заявил, что планирует восстановить Черноморскую зерновую инициативу.

## 14 марта

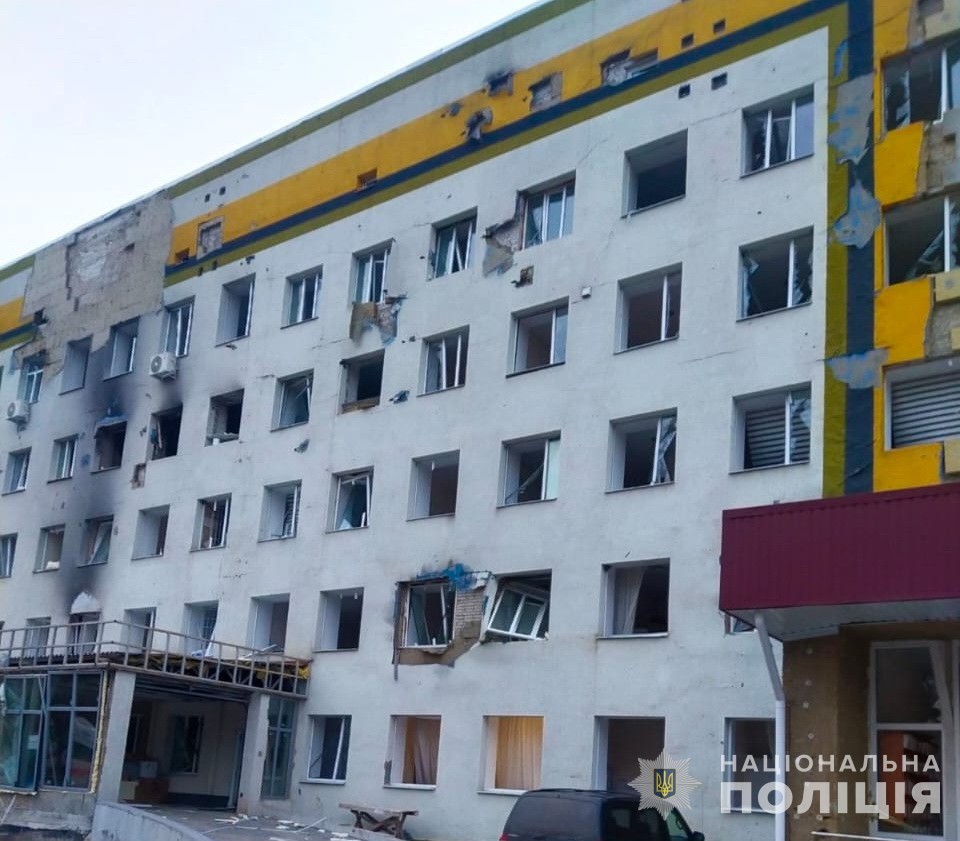
Тростянецкая городская больница, повреждённая ударами по городу 14 марта и обстрелами во время боёв за город

Украинские военные сообщали об обстреле города Никополь российской артиллерией, в результате пострадали пять человек, включая семилетнего ребёнка. В Харьковском районе зафиксирован удар ракетой С-300, также появилась информация о ракетных атаках в сторону городов Ахтырка и Шостка Сумской области, Миргорода Полтавской области. Также ВСУ сообщали о 36 российских беспилотниках, 22 из которых были сбиты. Обстрелам БЛА типа «Шахед» подверглись Харьков, Сумы, Шостка, Тростянец и Белополье. Главнокомандующий Александр Сырский объявил, что ВСУ запустили процесс ротаций военных на передовой.
Минобороны РФ заявило, что в ночь на четверг 14 марта над российскими регионами было сбито 14 дронов. В течение дня обстрелам подверглись Курская и Белгородская области (по меньшей мере два человека погибли, 19 получили ранения). В Курской области был обстрелян приграничный город Грайворон, а также поселок Тёткино, где российские власти сообщали об отражении «попытки прорыва диверсантов»; в Белгородской — населённый пункт Сподарюшино, где также отмечали попытки диверсантов проникнуть на территорию России. В Санкт-Петербурге ФСБ отчиталась об аресте четырёх мужчин, предположительно, планировавших по указанию Русского добровольческого корпуса отправку отравленных продуктов российским военным подразделения «Эспаньола».
Аналитики НАТО считали, что общее число убитых и раненых российских военных сильно возросло и могло превысить 350 тысяч.
Генсек НАТО Йенс Столтенберг назвал попытки организовать российские выборы на оккупированных территориях незаконными и нарушающими международное право.

## 15 марта

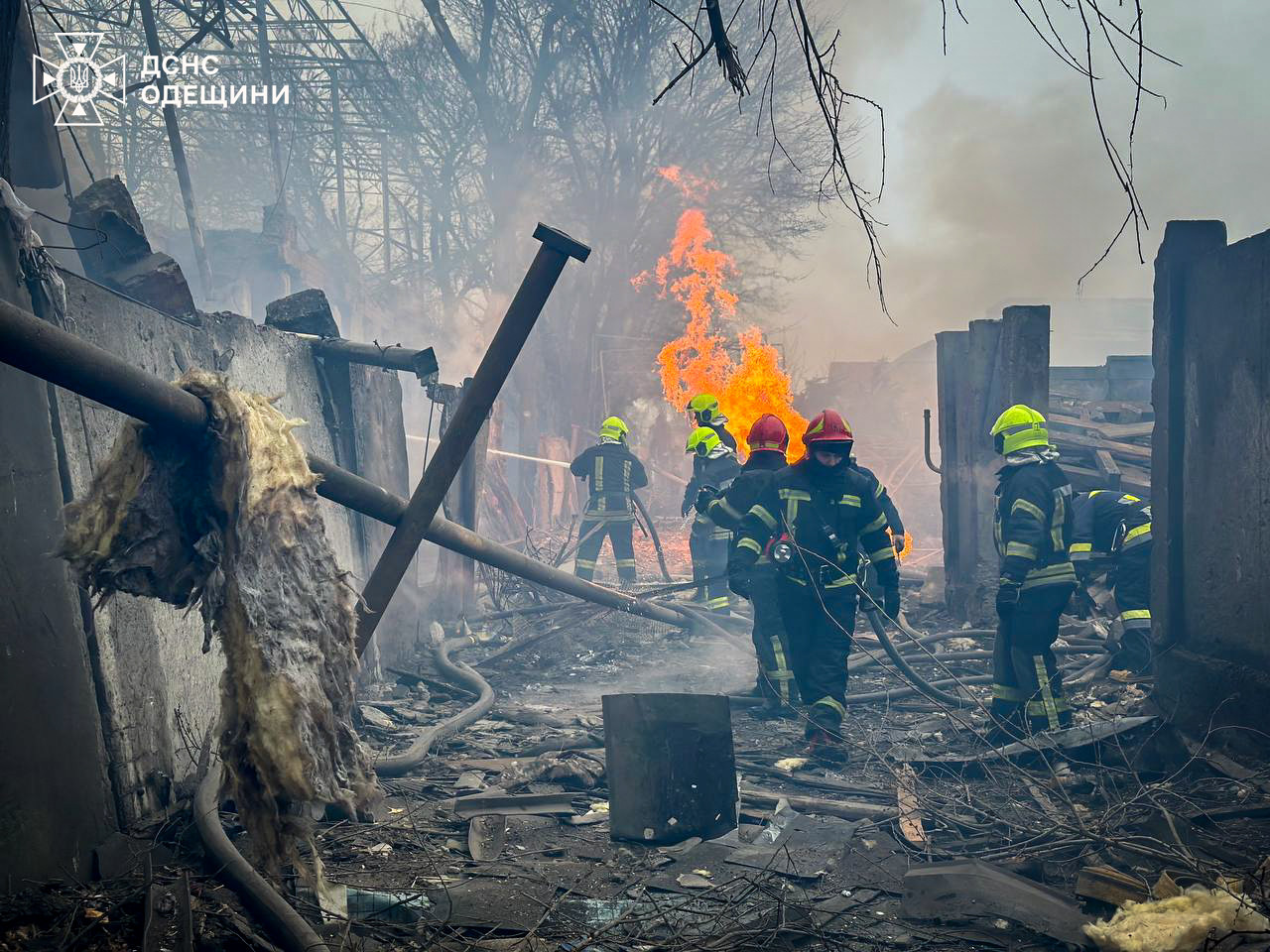
Последствия ракетных ударов по Одессе 15 марта

Утром 15 марта российская армия нанесла ракетный удар по Одессе двумя ракетами «Искандер», выпущенными с территории Крыма. В результате погиб 21 человек и ранены более 70. Следующий день в городе и области был объявлен днём траура. Министерство обороны России отчиталось, что за неделю было нанесено 50 ударов ракетами и беспилотниками по военным объектам Украины.
Российские власти сообщали об украинских обстрелах Белгорода (погибли 2 человека), о падении дронов в Калужской области, уничтоженных снарядах и беспилотниках в Белгородской области. Среди прочего, украинские беспилотники атаковали калужское нефтеперерабатывающее предприятие «Первый завод», где начался пожар. Известно о взрывах в оккупированных поселениях Херсонской области — городе Каховка и селе Брилёвка (2 пострадавших).
Лидеры Германии, Франции и Польши заявили о планах использовать доходы от российских замороженных активов для военной помощи Украине. Этому противится Венгрия, предлагая использовать средства на невоенные нужды.
Согласно заявлениям властей ДНР, в результате возгорания дома после обстрела ВСУ в Петровском районе Донецка погибли трое детей, 2, 10 и 17 лет.

## 16 марта
12 марта — БПЛА поразили установку мощностью 9 млн т в год на НПЗ «ЛУКОЙЛ-НОРСИ» и установку производительностью 17 млн т в год в Кстово в Нижегородской области; работа частично приостановлена.

13 марта — БПЛА сбили на подлёте к Киришскому НПЗ.

13 марта — БПЛА упали на территории Новошахтинского завода нефтепродуктов установленной мощностью 5,6 млн т в год; работа возобновлена после остановки.

13 марта — БПЛА поразили установки ЭЛОУ-АВТ-4 (производительность — 4 млн т в год) и АТ-6 (производительность — 8,1 млн т в год) Рязанского НПЗ; работа частично приостановлена.

15 марта — БПЛА поразили комплекс переработки АВБТ-101 НПЗ «Первый завод» (1,2 млн т в год); работа частично приостановлена.

16 марта — БПЛА упали на территории Новокуйбышевского НПЗ; жертв и разрушений не было.

16 марта — БПЛА поразили установку ЭЛОУ-АВТ-6 производительностью — 6 млн т в год на Сызранском НПЗ; работа частично приостановлена.

17 марта — БПЛА сбиты на подлете к НПЗ «Славнефть-ЯНОС».

17 марта — БПЛА поразил одну из установок Славянского НПЗ мощностью 5,4 млн т в год;  работа частично приостановлена.

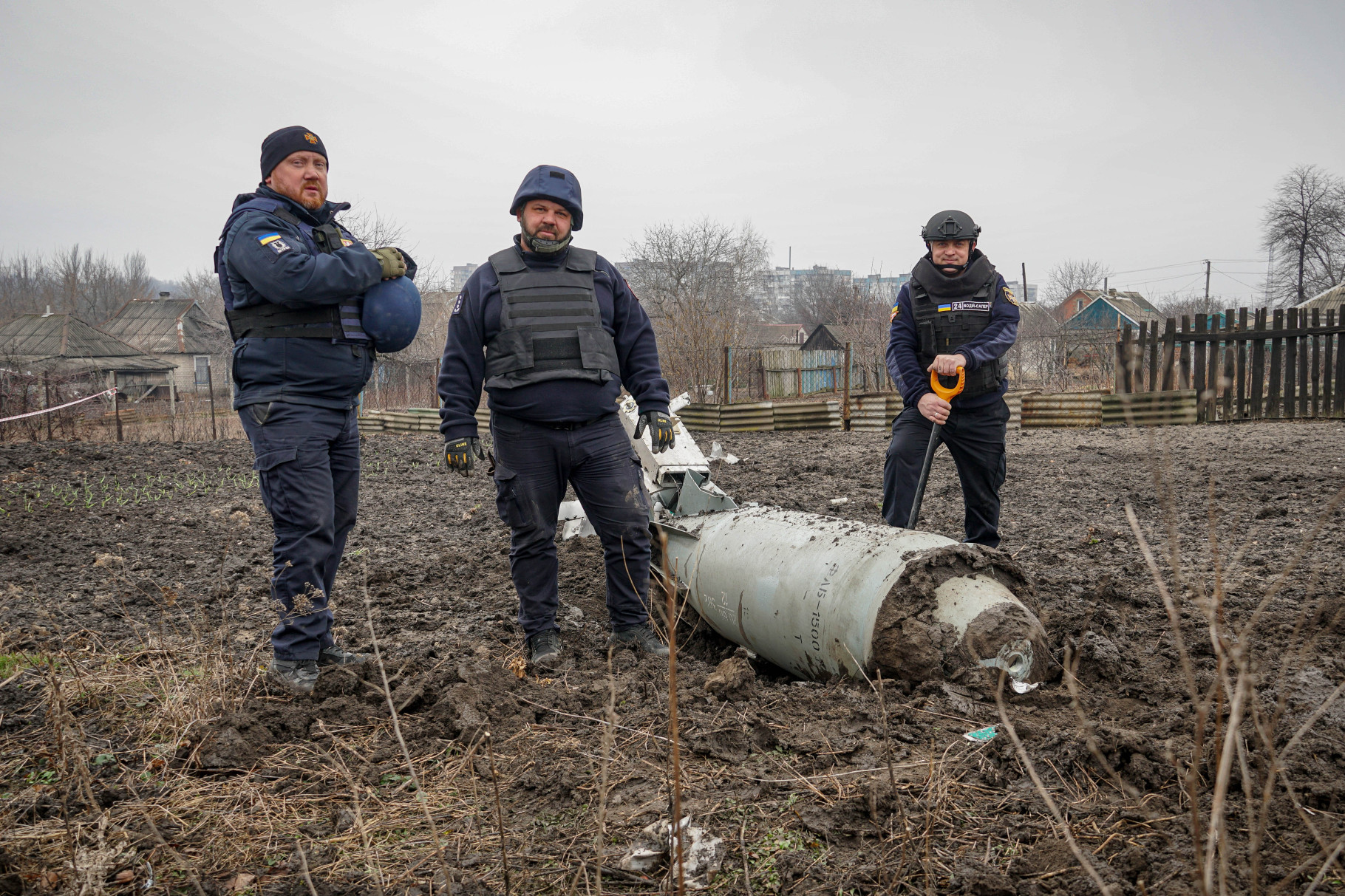
Неразорвавшаяся 1,5-тонная российская авиабомба ФАБ-1500, упавшая в частном секторе города Селидово (Донецкая область)

На территории Украины 16 марта российскими войсками были атакованы город Каховка Херсонской области (1 погибший), село Новосёловка Донецкой области (1 погибший). В России украинские беспилотники атаковали Сызранский и Новокуйбышевский НПЗ, на первом из которых начался пожар площадью 500 м². Всего в 2024 году было атаковано 15 российских НПЗ, многие вышли из строя, биржевые цены на бензин в России выросли до максимума за полгода. Источники украинских изданий заявили, что за атаками на Новокуйбышевский, Куйбышевский и Сызранский нефтеперерабатывающие заводы стоит Служба безопасности Украины.
Минобороны РФ утверждало, что над Белгородской областью за ночь было сбито 8 беспилотников и 15 снарядов RM-70 за день. Однако несколько снарядов попали в жилые дома — в Белгороде от обстрелов 16 марта погибли 3 человека, в области 5 человек пострадали при атаке дрона на автомобиль. В селе Колотиловка БЛА нарушил работу линии электропередачи, в Грайвороне стал причиной пожара в жилом районе, в Масловопристанском поселении повредил здания агрокомплекса.
В Курской области утром 16 марта Минобороны РФ отчиталось о минимум 5 сбитых беспилотниках, днём губернатор подтвердил обстрелы населённых пунктов Кореневского и Глушковского районов, которые повлекли разрешения на агрофирме и в жилых домах.
Утром 16 января ВСУ сообщили, что за сутки произошло 78 боевых столкновений, 10 ракетных и 68 авиационных ударов, 89 реактивных залповых обстрелов. Российские военные отчитывались о достижениях на фронтах в Харьковской, Луганской и Донецкой областях. ФСБ заявила об аресте подозреваемого в организации подрыва Транссибирской магистрали в Свердловской области по заданию украинской разведки.
«Русский добровольческий корпус» опубликовал видео, как заявляется, с 25 пленными российскими военными, которых были готовы обменять на встрече с губернатором Курской области Романом Старовойтом. Украинские власти провели пресс-конференцию, на которой показали восемь пленных из стран «глобального юга», воевавших на стороне России. Позднее телеканал Sky News оценил в 2 тысячи число завербованных бойцов только из Непала.

## 17 марта

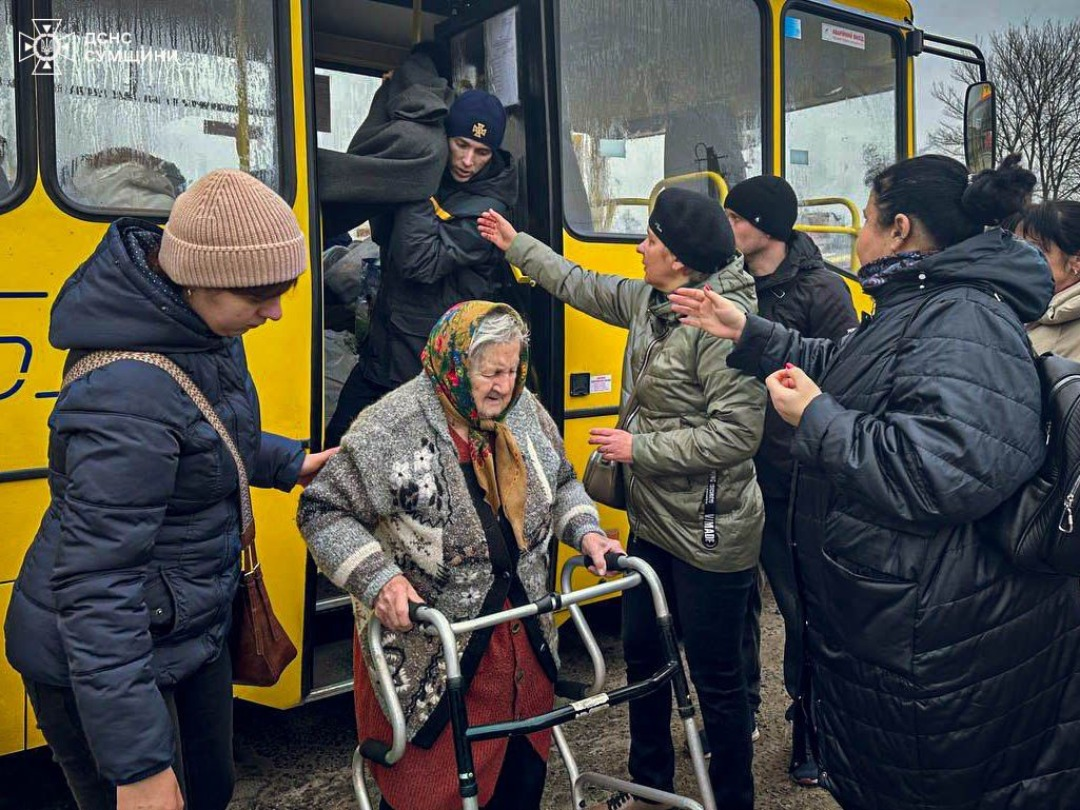
Эвакуация населения из посёлка Великая Писаревка Сумской области

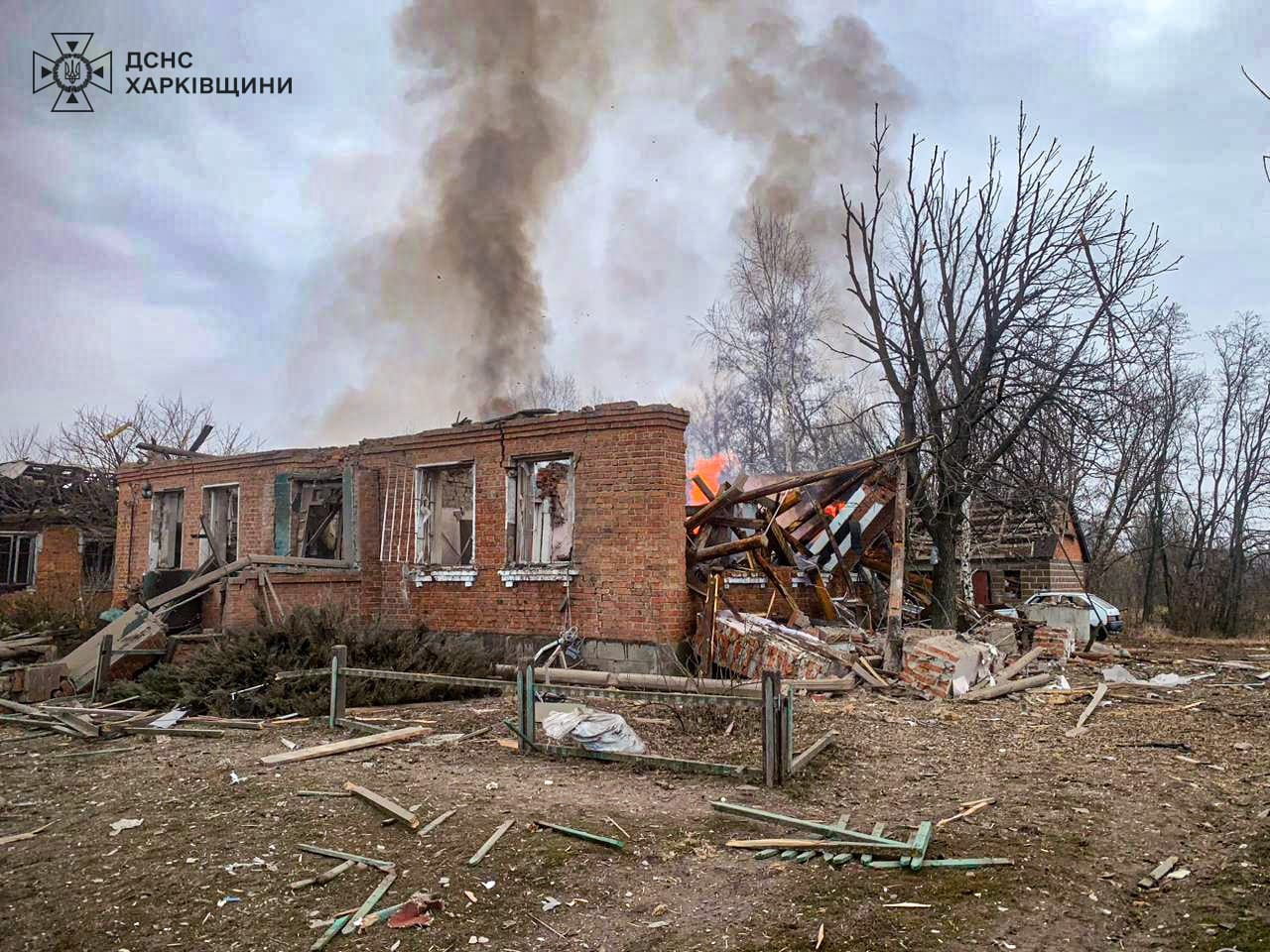
Медпункт в Бугаевке (Харьковская область) после обстрела 17 марта

Украинские военные сообщали, что в ночь на воскресенье Россия выпустила 7 ракет и 16 дронов, в основном по Одесской, Донецкой и Черниговской областям. Минобороны РФ заявило, что удалось сбить украинский Ми-8 над Сумской областью. Сообщалось также об обстреле с территории Крыма Николаева, где 1 человек погиб и 8 получили ранения. Украинским военным в Одессе удалось сбить 14 дронов, но несколько БПЛА повредили здания двух агропредприятий.
В течение дня Белгород был обстрелян дважды. В результате погибли 2 человека, ещё 10 пострадали. Власти приостанавливали работу избирательных участков. Были временно закрыты торговые центры. К семи вечера проукраинский Легион «Свобода России» заявил о захвате посёлка Горьковский Белгородской области и опубликовал видео, как они снимают флаги с административного здания. В свою очередь, Минобороны России сообщало об отражении атак.
Всего за 17 марта Минобороны РФ отчиталось о 35 сбитых беспилотниках в восьми регионах: Московской, Белгородской, Калужской, Орловской, Ростовской, Ярославской, Краснодарской и Курской областей. Почти половина всех дронов была ликвидирована в Краснодарском крае, где был атакован и загорелся нефтеперерабатывающий завод в Славянске-на-Кубани. Власти Москвы сообщали о сбитых украинских беспилотниках в аэропорту Домодедово.
Минобороны РФ в сводке от 17 марта заявило, что российским силам удалось занять населённый пункт Мирное в Запорожской области. Также военные Telegram-каналы сообщали о продвижении в Тоненьком, Бердычах и Орловке по донецкому направлению. Тем временем погранслужба Украины отчиталась об отражении атак диверсантов, пытавшихся проникнуть в Сумскую область.

## 18 марта

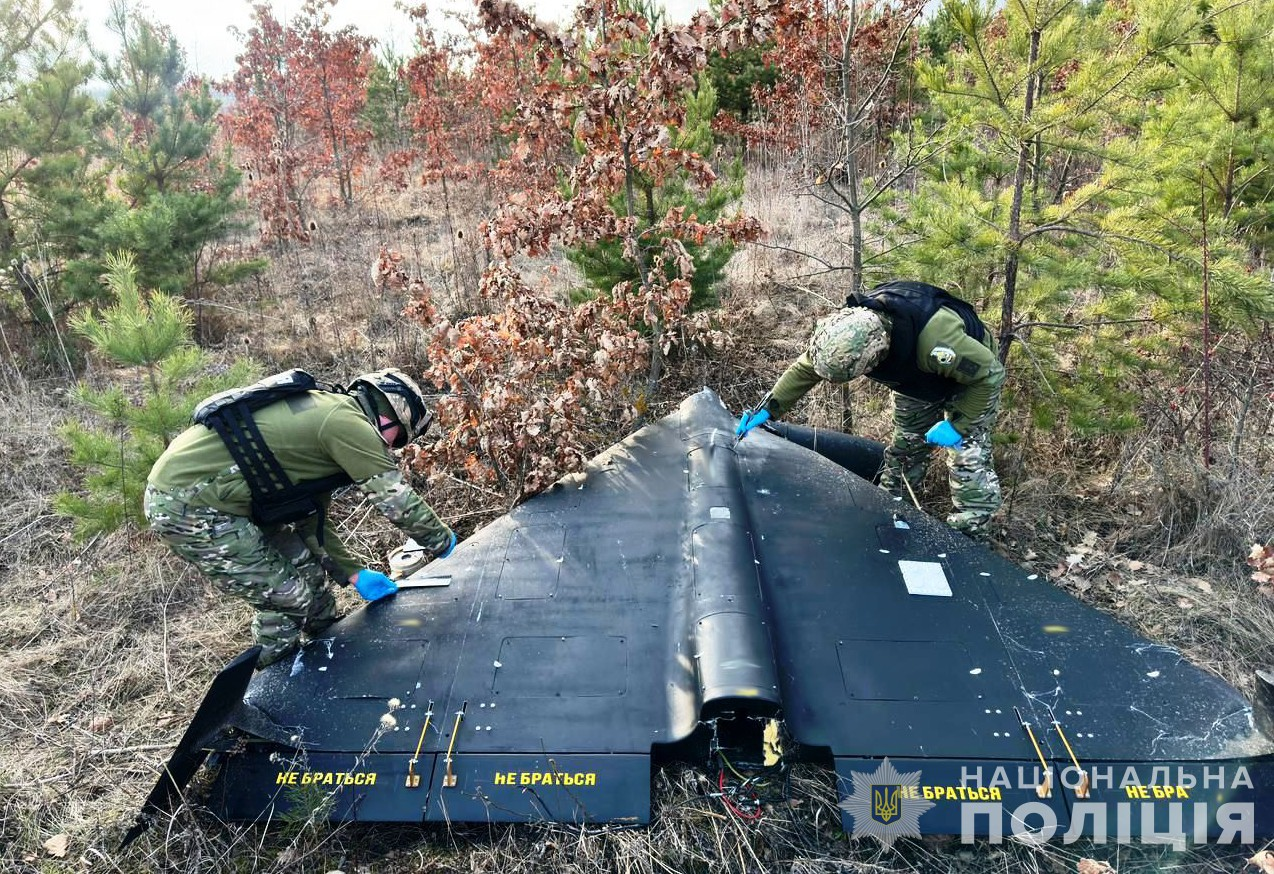
Российский беспилотник «Шахед», найденный в Винницкой области Украины

В ночь на 18 марта российские военные нанесли ракетные удары пятью управляемыми зенитными ракетами С-300/С-400 по приграничному населённому пункту в Харьковской области; днём — двумя управляемыми авиационными ракетами Х-59 по городу Конотоп в Сумской области. В Харьковской области под ракетный удар попала пожарная часть, в результате чего пострадал спасатель. В Херсоне снаряды попали в девятиэтажный дом. Также ВСУ сообщили о 22 атаках беспилотниками «Шахед», из которых 17 удалось перехватить. В Кривом Роге обломки одного из дронов упали на жилой пятиэтажный дом.
Минобороны РФ утром 18 марта заявило, что над Белгородской областью было сбито 10 реактивных снарядов системы залпового огня RM-70 Vampire. Губернатор сообщал, что в результате обстрелов сёл Никольское и посёлка Горьковское погибло 6 человек, ещё 6 получили ранения. Аналитики из Conflict Intelligence Team предполагали, что атаки на Белгородскую и Курскую области являются местью за обстрелы мирного населения Украины.
Сообщалось о продолжающихся боях в населённых пунктах Бердычи, Орловка, Тоненькое и Победа, а также на границе Марьинки и Георгиевки, в Новомихайловке. Украинские диверсионные группы отчитывались о продвижении вглубь российской территории. Так, ЛСР 18 марта выложил запись с уничтожением склада боеприпасов в посёлке Тёткино Курской области.
В ходе выборов президента России Владимир Путин заявил, что «не ожидал» максимально высоких результатов на оккупированных территориях Украины (около 97 % голосовавших). Он заявил, что Москва не откажется от вторжения и планирует создать буферную зону внутри Украины. Он также заявил, что мирное соглашение будет достигнуто только на условиях России, пригрозив ядерной эскалацией при вмешательстве НАТО. Институт изучения войны предполагал, что Путин использует победу на выборах и рекордную явку как оправдание для затягивания конфликта.

## 19 марта

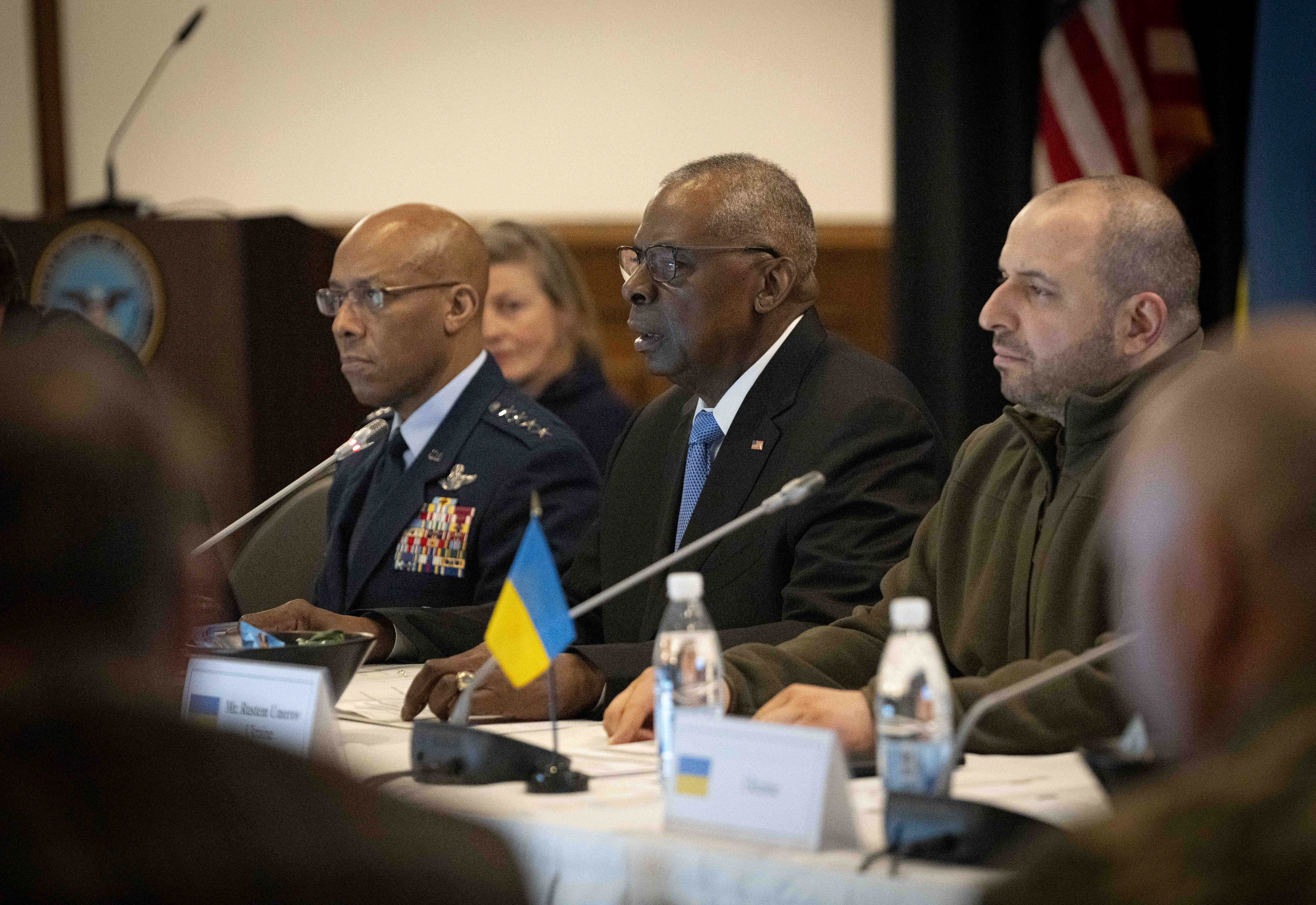
Заседание Контактной группы по обороне Украины

В ночь на вторник, 19 марта, российские военные обстреляли частный сектор города Селидово в Донецкой области с помощью зенитно-ракетного комплекса «С-300» (4 пострадавших). Также за сутки в обстрелах 9 населённых пунктов Херсонской области погибли 3 человека. Непрекращающиеся обстрелы социологи назвали одной из причин резкого сокращения к 19 марта 2024 года доли украинских беженцев, которые планировали возвращение домой (26 % против 50 % двумя годами ранее).
Губернатор Белгородской области сообщил об обстреле посёлка Разумное (3 пострадавших) и посёлка Горьковский (1 погибший). Власти региона приняли решение эвакуировать около 9 тысяч детей из некоторых районов региона. Также об атаках и повреждениях жилых домов сообщил мэр Воронежа, Минобороны РФ — об атаках украинского беспилотника в Крыму.
Российские СМИ сообщали, что адмирал Александр Моисеев был назначен врио главнокомандующего ВМФ России после предположительного смещения Николая Евменова из-за серии затоплений кораблей Черноморского флота России украинскими морскими дронами.
Президент Украины Владимир Зеленский 19 марта призвал союзников предоставить больше средств противовоздушной обороны, заявив, что только в марте Россия запустила 130 ракет, более 320 ударных дронов и почти 900 управляемых бомб. На встрече в Германии министр обороны США Ллойд Остин заявил о продолжении поставок военной помощи Украине, хотя СМИ указывали на недостаток средств на эти цели. Кроме того, глава ЕС призвал европейские страны перейти в режим военной экономики. Европейский совет утвердил принятое ранее решение об увеличении военной помощи Украине на 5 млрд евро. Для этого Евросоюз намерен создать специальный фонд помощи Украине, из средств которого будет финансироваться оружие и военное оборудование для ВСУ, а также обучение украинских военных. Правительства Польши и Германии согласились на создание коалиции для поставок бронетехники Украине.
Министерство обороны РФ сообщило о том, что населённый пункт Орловка, расположенный к северо-западу от Авдеевки, перешёл под контроль российских войск. Институт изучения войны заявил, что не обладает визуальным подтверждением о полном контроля этого села армией России.

## 20 марта
Владимир Зеленский заявил в своём обращении, что только за 20 дней марта российские войска сбросили на территорию приграничной Сумской области почти 200 управляемых авиабомб. Мэр Харькова 20 марта сообщил, что в результате ракетного удара по городу противокорабельной ракетой Х-35 погибли 5 человек, ещё до 10 человек пропали без вести. Пожар, начавшийся после атаки, удалось погасить только на следующий день.
Минобороны России отчиталось о зачистке села Козинка в Белгородской области от проукраинских вооружённых формирований: «противник потерял до 650 боевиков, две боевые бронированные машины и две боевые машины РСЗО Vampire чешского производства».
Во время новой воздушной атаки на Белгородскую область, по данным Минобороны России, были сбиты 13 снарядов RM-70 Vampire. В обстреле города Грайворон погибли 2 мирных жителя. В среду, 20 марта, в Белгороде были введены длительные каникулы и ограничен проезд в некоторых регионах. Минобороны РФ также сообщало, что над Курском была сбита ракета С-200, после чего в части города временно пропало электроснабжение.
Губернатор Саратовской области и Минобороны РФ заявляли 20 марта, что российская система противовоздушной обороны уничтожила четыре беспилотника «самолётного типа» над Энгельсом. Позднее издание «РБК-Украина» сообщило, что налёт на аэродром, используемый дальней авиацией ВС РФ, был «плановой работой главного управления разведки Минобороны Украины». Официально Украина не комментировала атаку.
Reuters опубликовал выдержки первого детального доклада ООН о нарушениях прав человека на оккупированной Россией территории Украины. Хотя у ООН не было прямого доступа к региону, отчёт был основан на 2319 дистанционных и очных интервью со свидетелями и жертвами. Документ сообщал о запугиваниях, репрессиях и угрозах насилия, с которыми столкнулись мирные жители. Следователи установили факт казни минимум 26 гражданских лиц, в том числе двоих детей во время обыска в домах и других операций. Предположительно, большинство казней было совершено в период с марта по май 2022 года. Управление ООН по правам человека также обвинило Россию в систематическом подавлении украинского языка, культуры и идентичности на оккупированных территориях.
В Германии на авиабазе «Рамштайн» прошла 20-я встреча Контактной группы по обороне Украины, на которой участники подтвердили планы дальнейших поставок артиллерийских снарядов и ракет для систем ПВО.

## 21 марта

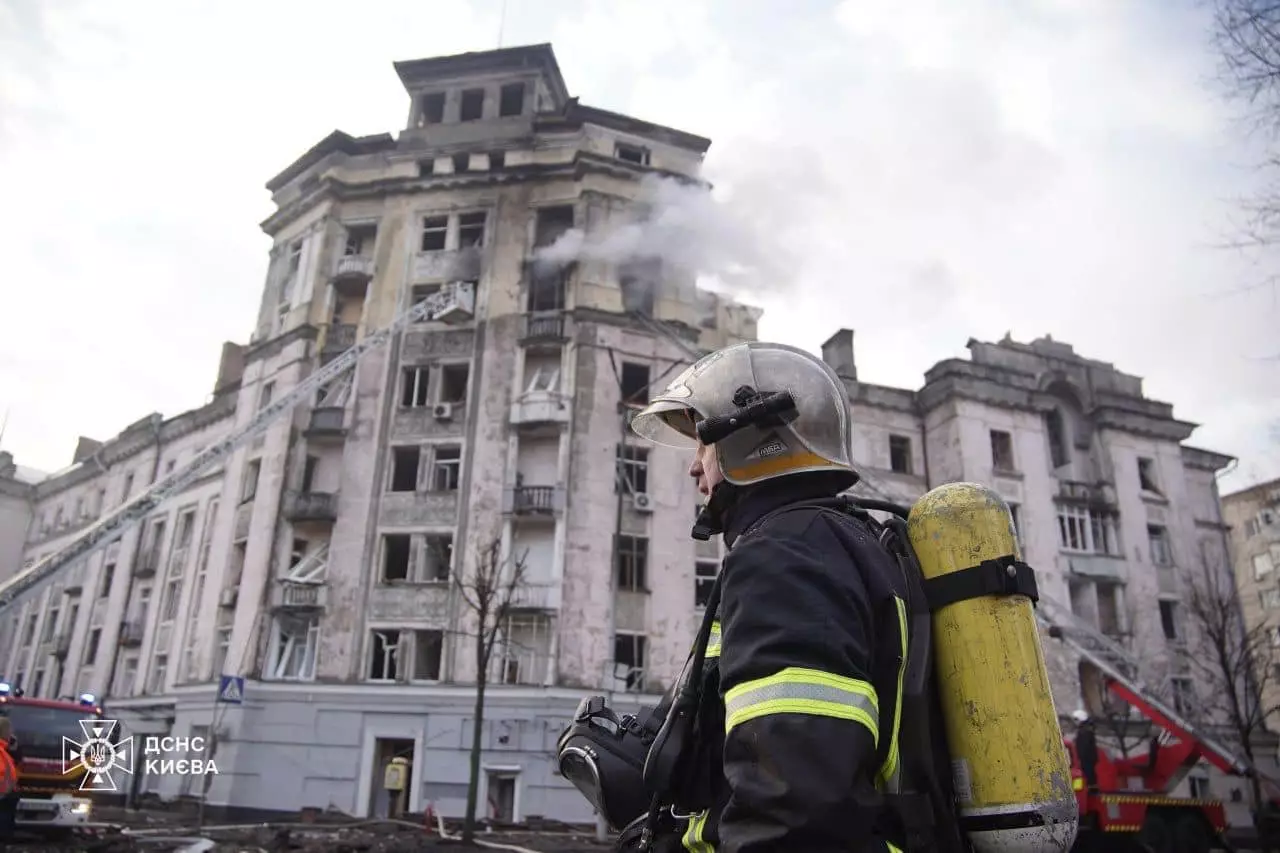
Повреждённый дом в Киеве

21 марта впервые с середины февраля армия РФ обстреляла Киев — ночью было запущено Для удара использовались 2 баллистические ракеты «Искандер-М»/«Кинжал» и 29 крылатых ракет Х-101/Х-555. В результате пострадало несколько многоэтажных жилых домов и детский сад, горели автомобили, было ранено по меньшей мере 13 человек. По данным украинских СМИ, основной целью российских ударов стали объекты Главного управления разведки Минобороны Украины, по данным украинских СМИ. Также четыре человека пострадали в Киевской области, где были повреждены 69 частных домов. При обстреле Николаева, предположительно, был поражён машиностроительный завод «Зоря — Машпроект», одна женщина погибла. Днём в Киеве прошёл форум по безопасности, где выступил глава военного комитета НАТО Роб Бауэр. Это стало первым посещением военной делегации НАТО Украины с начала российского вторжения.
21 марта сообщалось о 10 сбитых реактивных снарядах и 5 пострадавших в результате обстрела Белгорода. Повреждены несколько многоэтажек и спортивный комплекс «Белгород Арена», вмещающая 10 тысяч зрителей Власти Грайворонского округа призвали жителей приграничных населённых пунктов эвакуироваться в Ярославскую область. В оккупированной Каховке под обстрел попал рейсовый автобус, в результате пострадал местный житель.

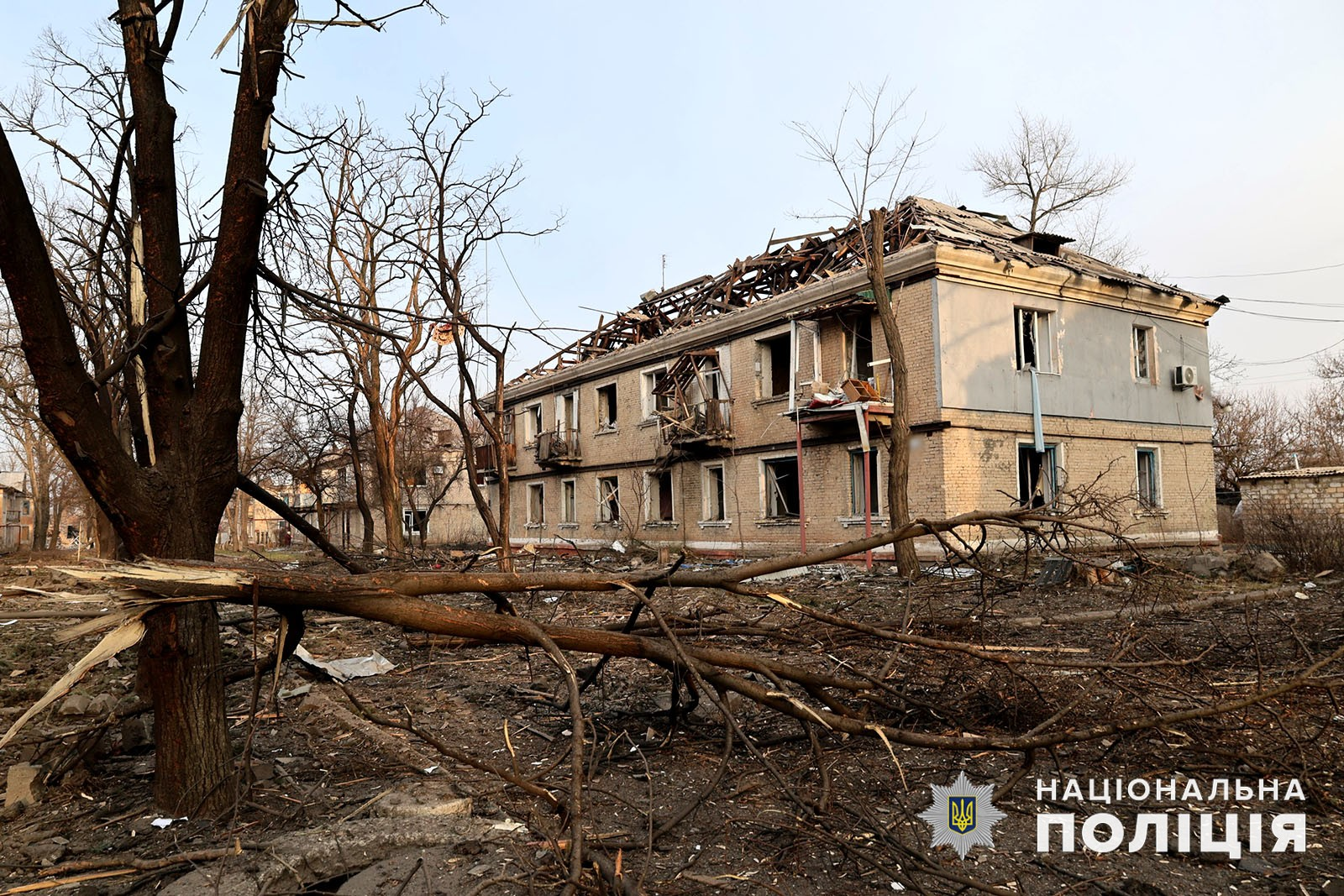
Разрушения в Селидовом (Донецкая область) после обстрела 21 марта

Минобороны РФ отчиталось о захвате села Тоненькое в Донецкой области и железнодорожной платформы Алебастровая. Украинская сторона сообщала, что российские атаки были отражены. Сообщалось о продолжении боёв в Новомихайловке и Победе. Одновременно продолжались сражения с проукраинскими формированиями на границе с Белгородской и Курской областями. Минобороны РФ публиковало видео с обстрелами позиций противника в приграничном с Белгородской областью районе, тогда как Легион «Свобода России» опубликовал фото из якобы посёлка Горьковский в Белгородской области. Его бойцы заявляли, что «Кремлю не удалось провести выборы в областях, где происходила настоящая война».
ФСБ России отчиталась о задержании мужчины, который, предположительно, готовил теракт по заданию РДК в Белгородской области. Власти Красноярска сообщили о планах закрыть несколько исправительных учреждений из-за уменьшения числа осуждённых, значительную часть которых завербовали в военные.
При посредничестве Катара украинским семьям было возвращено 6 детей из оценочно более 30 тысяч, вывезенных в Россию с начала вторжения. Международный валютный фонд опубликовал 21 марта оценку, согласно которой прямые иностранные инвестиции в Украину выйдут на уровень в 5 % ВВП, означающий послевоенное восстановление только в 2026—2027 годах.

## 22 марта
Минобороны РФ отчиталось 22 марта, что в ответ на обстрелы и попытки захвата российской приграничной территории военные нанесли 49 ударов по энергетическим и стратегическим объектам Украины. В ходе атаки были запущены крылатые ракеты с борта Ту-95МС из района Каспийского моря По информации Воздушных сил Украины, для удара использовались 63 ударных беспилотников «Шахед» (сбито 55), 12 баллистических ракет «Искандер-М», 40 крылатых ракет Х-101/Х-555 (сбито 35), 5 крылатых ракет Х-22, 7 ракет «Кинжал», 2 ракеты X-59 (обе сбиты), 22 ракеты С-300/С-400. ВСУ отчитались, что им удалось сбить 92 воздушные цели из 151.

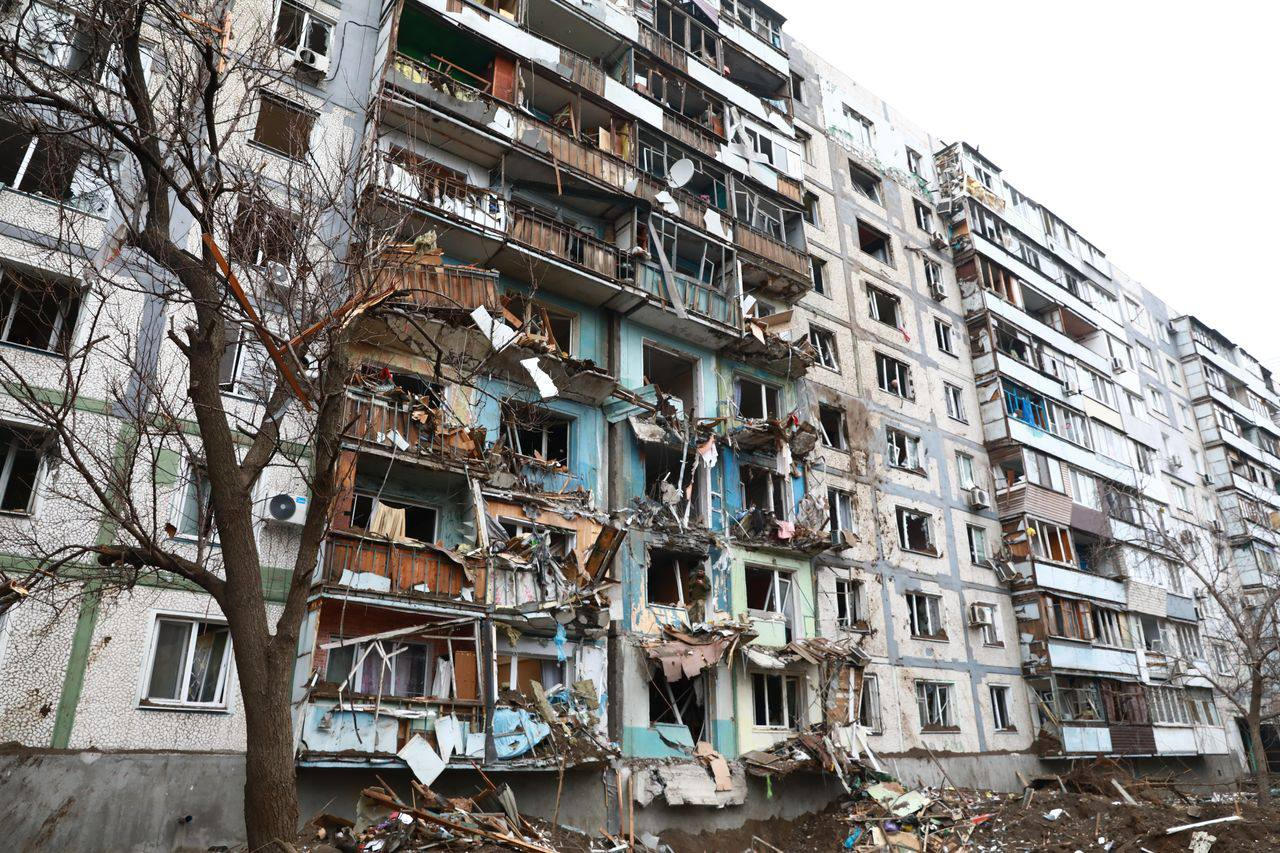
Дом в Запорожье после удара

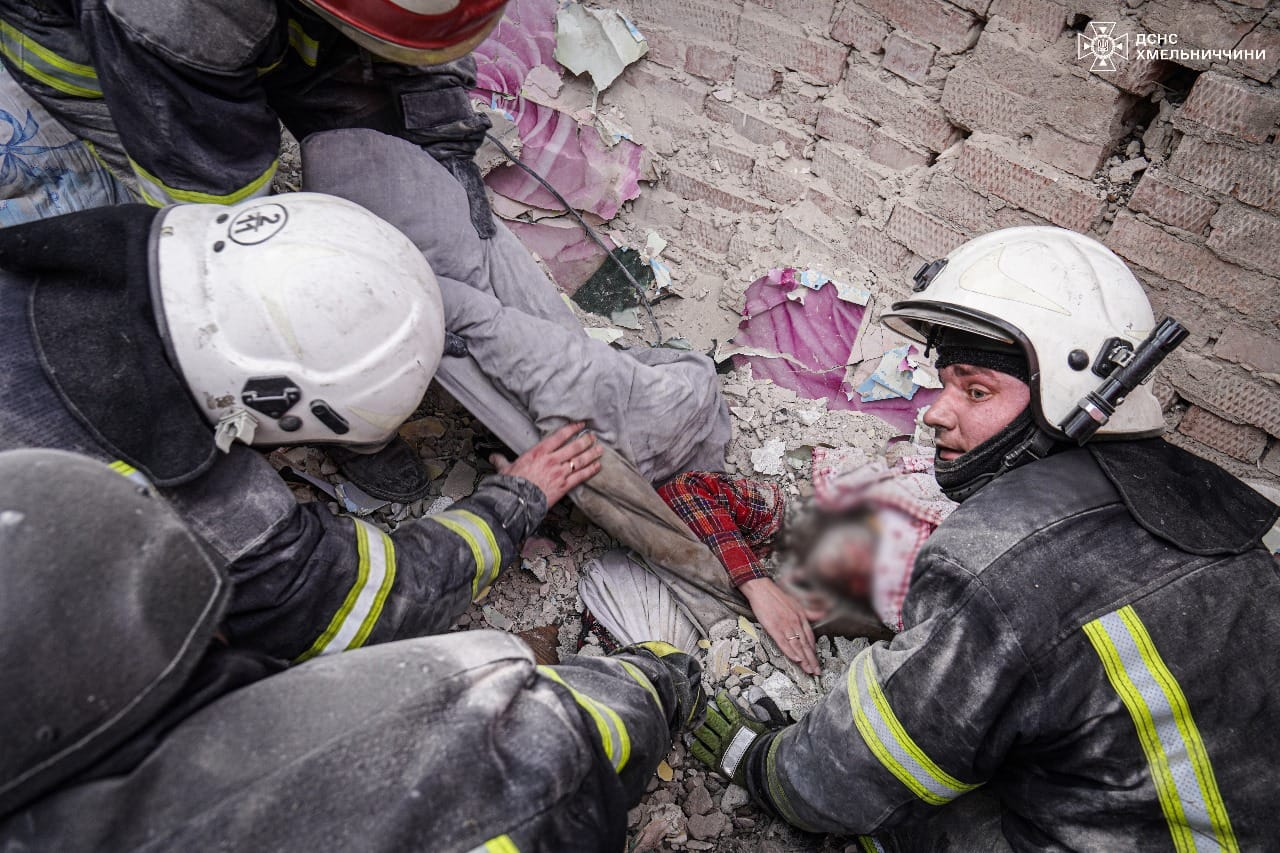
Извлечение человека из-под завалов в Хмельницком

В Киеве назвали атаку крупнейшей за последнее время и, возможно, за всю войну. В результате ударов были поражены более 20 украинских энергоподстанций и электростанций. В Днепропетровскую ГЭС попало 8 ракет, из-за чего произошла утечка нефтепродуктов в реку. Сообщалось, что Запорожская АЭС оказалась на грани блэкаута из-за повреждений ЛЭП. В 7 областях страны было экстренно отключено электричество, около тысячи шахтёров в Днепропетровской области застряли под землёй из-за перебоев с электричеством и были эвакуированы только к вечеру. Украинский Минэнерго отчитался к концу дня, что на ДнепроГЭС удалось перезапустить часть оборудования, хотя станция не была введена в строй. По подсчётам ведомства, в Харьковской области в условиях ограниченного электропитания или его отсутствия оказались 600 тыс. человек; в Одесской — 230 тыс.; в Днепропетровской — 150 тыс.; в Хмельницкой — 200 тысяч.
Сообщалось о взрывах в жилых районах Кривого Рога, Одессы, а также Запорожья, где погиб 31 человек, включая восьмилетнего ребёнка.
На территории России 22 марта был обстрелян Борисовский район Белгородской области, где было повреждено сельскохозяйственное предприятие и инфраструктура. По уточнённой статистике, за период с 9 по 22 марта в результате украинских атак на область погибло 20 человек, более 100 получили ранения; с начала обстрелов области в мае 2022 года число погибших достигло 129 человек.
Пресс-секретарь президента России Дмитрий Песков в интервью сказал, что юридически в Украине всё ещё идёт «специальная военная операция», но фактически это «превратилось в войну». Постпред России Василий Небензя на заседании Совета безопасности ООН заявил, что цель «специальной военной операции» по «демилитаризации» Украины выполнена, так как ВСУ, по его словам, используют иностранное оружие.
Вечером 22 марта в результате теракта в Crocus City Hall в Москве погибли 137 человек, пострадавших ещё 180 и более 140 получили ранения. Ответственность за теракт взяло на себя Исламское государство. Тем не менее российские пропагандистские СМИ сразу же обвинили Киев. НТВ даже распространил фейковое видео, где секретарь СНБО Украины «подтвердил причастность к нападению». Украинская разведслужба назвала теракт «спланированной и сознательной провокацией российских спецслужб по указанию Путина», чтобы оправдать эскалацию на фронте.
22 марта в Москве начали рассылать электронные повестки. Издание «Вёрстка» сообщило о предполагаемых планах Минобороны РФ в ближайшее время отправить на войну ещё 300 тысяч человек. Командующий сухопутными войсками ВСУ также предполагал, что Россия попытается осуществить летом новое наступление на одном из направлений, для чего готовит группировку из 100 тыс. солдат. Институт изучения войны также сообщал, что российское командование формирует резервы для новой наступательной операции.
Financial Times 22 марта писала, что власти США призвали Украину прекратить атаки на нефтяную инфраструктуру России. Но украинские военные отрицали эту информацию.
Президент Европейской комиссии Урсула фон дер Ляйен объявила о предложении увеличить таможенные пошлины на импорт российского зерна в ЕС. Индийские нефтепераработчики отказались принимать российские танкеры компании «Совкомфлот», санкции против которой ужесточили в феврале 2024 года.

## 23 марта
В ночь на 23 марта украинские беспилотники атаковали два нефтеперерабатывающих завода «Роснефти» в Самарской области — на Куйбышевском НПЗ была поражена установка первичной переработки нефти ЭЛОУ-АВТ-5 (работа приостановлена), атака на Новокуйбышевский НПЗ была отбита. По оценке британской военной разведки, украинские беспилотники вывели из строя не менее 10 % нефтеперерабатывающих мощностей России. Reuters считал, что около 7 %. По подсчётам Deutsche Welle, с начала вторжения на Украину российские энергетические объекты были атакованы не менее 37 раз, в 80 % атак боевыми дронами были успешны. Вице-премьер Украины назвал атаки против топливной инфраструктуры законными с военной точки зрения.
Российские военные продолжали обстрел энергетических объектов на Украине. В ночь на 23 марта во время атаки была обесточена резервная система питания Запорожской атомной электростанции. Также сообщалось об обстреле Мирнограда в Донецкой области, Волчанска (1 погибший) и Харькова (4 пострадавших), Бериславского района Херсонской области.
23 марта снова сообщалось о сбитых над Белгородской областью беспилотниках и пострадавших. Губернатор отчитался, что за две недели от украинских атак на регион пострадали 152 человека; погибли 24 мирных жителя, включая 2 детей. В Липецкой области был введён режим воздушной опасности, в Брянской области ограничивали движение по магистрали М-3 Украина.
Вечером 23 марта Минобороны РФ сообщило о захвате населённого пункта Ивановское под Бахмутом. Украинская сторона отрицала потерю села. Telegram-каналы информировали о продвижении российских военных в районе Тоненького, Бердычей и Новомихайловки, а также о тяжёлых боях в Георгиевке, Семёновке и Работино. Диверсионные рейды на границе РФ оттянули часть российских сил с купянского направления.
На фоне успехов российской армии группа европейских оружейных предприятий KNDS объявила о создании дочернего предприятия для производства боеприпасов и запчастей для военной техники на Украине. Соглашение было достигнуто накануне в ходе переговоров в Берлине между министрами обороны Германии и Франции. Также стало известно о планах Украины купить у Болгарии два ядерных реактора для Хмельницкой АЭС.
В ходе расследования теракта в «Крокус Сити Холле» ФСБ заявила, что подозреваемые имели «контакты на украинской стороне», и что их задержали недалеко от российско-украинской границы в Брянской области. Представители украинской разведки назвали это заявление «чушью», а издание «Важные истории» предполагали, что террористы скорее двигались в сторону белорусской границы. Позднее Владимир Путин сказал, что для подозреваемых «было подготовлено окно» на границе с Украиной. Владимир Зеленский считал, что президент России пытается извлечь выгоду и обвинить в произошедшем «кого-то другого».

## 24 марта
В ночь на 24 марта российская армия нанесла удар по Украине ударными беспилотниками «Shahed». По информации Воздушных Сил Украины, из 28 дронов было сбито 25. По их же данным, было запущено 29 крылатых ракет Х-101/Х-555, из которых было сбито 18. В атаках использовались 14 стратегических бомбардировщиков Ту-95МС с авиабазы в Мурманской области. Обстрелами было повреждено газохранилище компании «Нафтогаз» на западе Украины. Во Львовской, Николаевской и Одесской областях были атакованы объекты энергетической инфраструктуры; также налёту подверглась инфраструктура украинских портов на Дунае. Одна из крылатых ракет в 5:23 по киевскому времени (4:23 по польскому времени) вошла в воздушное пространство Польши в районе села Осердув в Люблинском воеводстве на 39 секунд.
Всего командование воздушных сил ВСУ и украинские мониторинговые ресурсы сообщали, что в течение двух с половиной суток с вечера 22 марта было выпущено 71 беспилотников «Шахед» (64 сбиты); 29 ракет Х-101/Х-555 (18 сбиты); 4 ЗУР; 4 ракет «Кинжал» и «Циркон» (обе сбиты). По данным Conflict Intelligence Team, всего за выходные 22-24 марта погибли шесть (в том числе четыре — на оккупированных территориях) и ранены 34 человека (в том числе 10 — на оккупированных территориях).
Согласно подсчётам иностранных аналитиков, с августа 2022 года по март 2024 года в сторону Украины были выпущены 1872 дозвуковые крылатые ракеты, 160 сверхзвуковых крылатых ракет, 3 гиперзвуковые крылатые ракеты, 645 баллистических и 289 тактических ракет. Также в атаках были задействованы 4910 дронов-камикадзе.
ВСУ отчитались 24 марта о проведённом накануне поздним вечером «самом массированном за последнее время» ударе по Севастополю. Украинские военные заявили, что им удалось поразить два больших десантных корабля проекта 775 («Ямал» и «Азов»). Проект OSINTtechnical предполагал на основе видео очевидцев, что по меньшей мере три украинские крылатые ракеты Storm Shadow врезались в главный центр связи Черноморского флота России. Губернатор города настаивал, что атака была отражена, но из-за осколков погиб один местный житель. Местные паблики сообщали о пожаре на нефтебазе в Симферополе, российские власти ситуацию не комментировали. Также сообщалось о 22 сбитых БПЛА в Белгороде и о 6 пострадавших. По информации российской стороны, более 10 ракет было сбито над портом Севастополя. В результате падения осколков погиб 65-летний мужчина.
По сообщению Минобороны РФ, над Белгородской областью средствами ПВО было сбито 22 ракеты «Вампир», выпущенные украинской стороной.
В интервью изданию Financial Times премьер-министр Бельгии призвал страны Евросоюза «как можно быстрее» отказаться от российского ядерного топлива.

## 25 марта

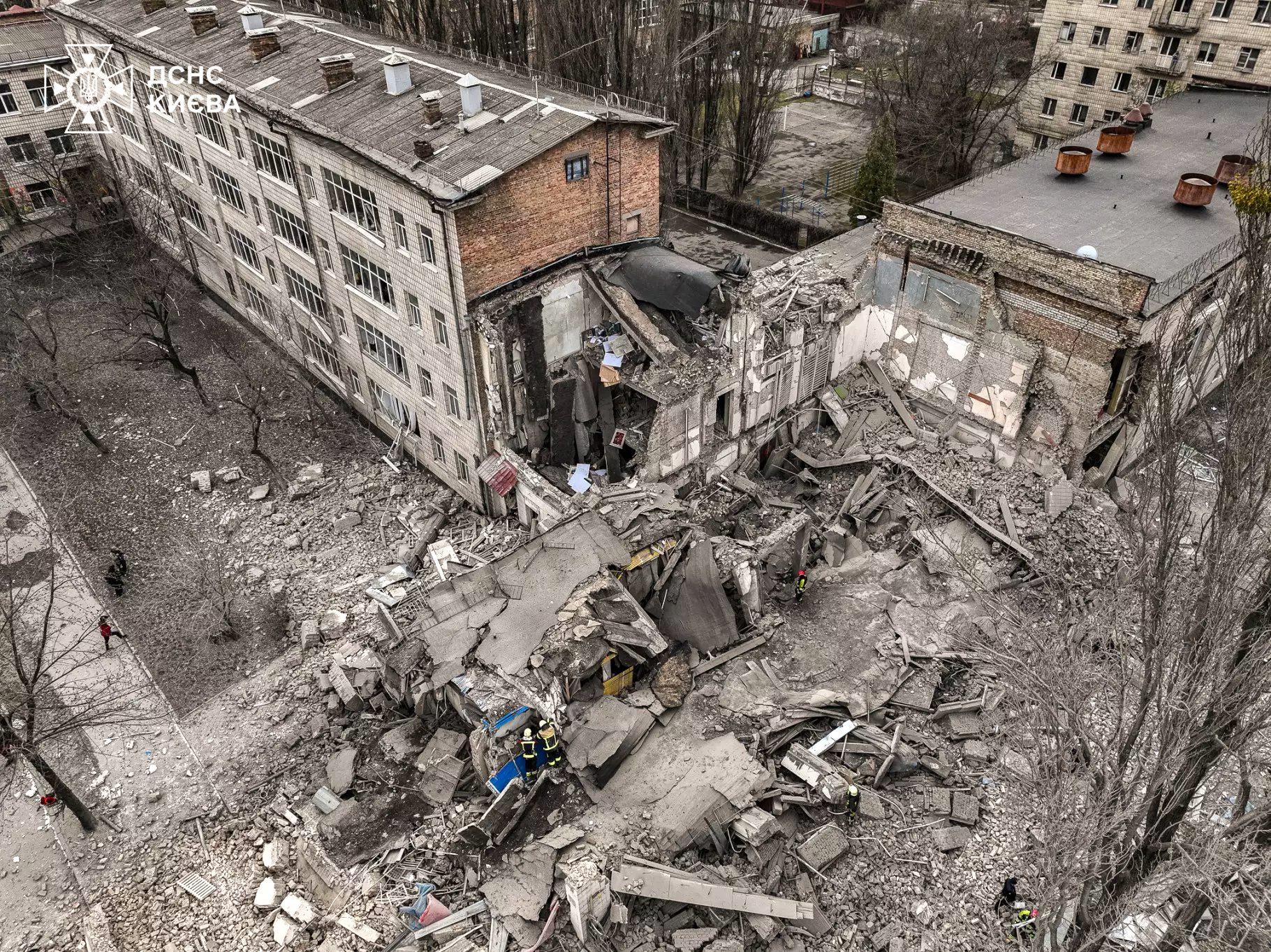
Здание Академии декоративно-прикладного искусства и дизайна после ракетной атаки на Киев

К 25 марта украинская энергетическая компания ДТЭК подсчитала, что потеряла половину мощностей из-за обстрелов по энергетическим объектам в течение выходных. Атаки на высоковольтные энергообъекты продолжались. После ночного попадания по объекту «Укрэнерго» в Одессе ранены четверо, а также была экстренно отключена подача электроэнергии для снижения нагрузки на сеть. В городе и области не работал электротранспорт, была ограничена подача электроэнергии на промышленные предприятия. Днём ВСУ сбили над Киевом две баллистические ракеты (предположительно «Циркон»), запущенные войсками РФ из оккупированного Крыма (10 пострадавших). В Печерском районе разрушена часть здания Академии декоративно-прикладного искусства и дизайна. Также сообщалось об обстреле Херсонской области из артиллерии, систем залпового огня и с помощью дронов (1 погибший).
Всего к концу дня ВСУ подсчитали, что российские войска совершили четыре ракетных и 56 авиационных ударов, 43 обстрела из реактивных систем залпового огня. Произошло 45 боевых столкновений. Председатель ЕС осудил многочисленные атаки в течение последней недели против Украины: «Россия использовала почти 190 ракет, чтобы нанести удары по мирным жителям, разрушить энергетическую инфраструктуру и лишить простых граждан базового доступа к электричеству и системам отопления. Это военные преступления».
Утром 25 марта беспилотник упал на территории Саратовского НПЗ, где начался пожар. Таким образом, зона поражения украинскими беспилотниками в России увеличилась до 1 млн 120 тыс. км². Пользователи соцсетей сообщали о дроне, пролетевшем в сторону Новочеркасской ГРЭС, и последовавших взрывах. Власти не сообщали причину пожара, однако в результате были отключены два из девяти энергоблоков станции. Губернатор Белгородской области сообщил, что под атаку ВСУ попал автомобиль на трассе Октябрьский—Ясные Зори. Он подтвердил сильные разрушения в Грайворонском округе: «физически находиться в Козинке, Горе-Подоле, Глотово, Горьковском, Мокрой Орловке и Сподарюшино невозможно». При этом телеведущий Владимир Соловьёв в эфире своей программы назвал жалобы белгородцев на обстрелы «мерзкой истерикой» и посоветовал жителям «заткнуться».

## 26 марта
ВС России заявили 26 марта о «групповом ударе» по территории Украины. ВСУ отчитались, что им удалось сбить все 12 дронов, атаковавших Харьковскую и Николаевскую область, а также 2 баллистические ракеты над Киевом. Однако мэр Харькова сообщал о попадании в гражданскую инфраструктуру (1 погибший), глава военной администрации Донецкой области — об обстреле Новогродовки (1 погибший). В Одессе продолжались перебои с электричеством у 300 тысяч жителей в домах. Известно о попадании в молочно-консервный комбинат в Купянске и минимум 39 домов в Запорожской области. В Сумской области власти призвали жителей эвакуироваться.
Над территорией России ночью на 26 марта было сбито 13 ракет залпового огня Vampir. При обстреле Головчино в Белгородской области были ранены три человека, пропало электричество в Шебекино. Губернатор Белгородской области также сказал, что при ночных обстрелах власти решили не оповещать жителей, опасаясь паники.
Украинские военные отчитывались о четырёх ракетных и 59 авиационных нападений со стороны России, 106 обстрелах из реактивных систем залпового огня. Произошло 57 боевых столкновений, в частности, в районе Ивановки Харьковской области. Ожесточённые бои продолжались в Новомихайловке и Первомайском, сообщалось о продвижении за Тоненьким к Уманскому. Генерал-полковник Мордвичёв получил Героя России за взятие Авдеевки, в боях за которую погибли, по разным оценкам, до 16 тысяч военных. После взятия поселения сообщалось об очередном «лимите на снаряды».
По подсчётам Минобороны Украины к 26 марта общее число сбитых с начала вторжения ракет крылатых и баллистических ракет достигло 2 тысяч. И министр иностранных дел Украины в разговоре с верховным представителем ЕС по иностранным делам указывал на необходимость дополнительных зенитно-ракетных комплексов Patriot для защиты от российских атак.
В 38-м докладе миссии ООН, опубликованном 26 марта, ведомство собрало свидетельства о жестоком обращении с украинскими военными в плену, пытках, унижении человеческого достоинства. За период с 1 декабря 2023 по 29 февраля 2024 миссия получила информацию о внесудебной казни 32 украинских военных российскими оккупантами. Отчёт отметил «усилия Украины» по соблюдению международных стандартов обращения с военнопленными. Но комиссия также собрала информацию о пытках в украинском плену — не менее 25 российских военных, которые находились вне боя. За отчётный период украинскими властями было возбуждено 767 уголовных дел по обвинениям в коллаборационизме, в некоторых случаях за действия, которые не подлежат преследованию.
Bloomberg сообщал 26 марта, что Владимир Путин присутствовал на совещании, где чиновники пришли к выводу о непричастности Киева к теракту в «Крокус Сити Холле». Однако он, предположительно, решил использовать произошедшее, чтобы «сплотить россиян вокруг войны с Украиной». В тот же день глава ФСБ заявил, что данные об «украинском следе» подтверждаются показаниями предполагаемых террористов. «Интерфакс» сообщал, что россиянам стали чаще звонить с украинских номеров с призывами совершать теракты. Официальный представитель Госдепа США позднее назвал обвинения в причастности Украины «просто пропагандой».
ФСБ заявила о подрыве при задержании сторонника РДК, пытавшегося установить бомбу в пункте сбора помощи участникам войны, он подорвался. Директор ФСБ назвал главу украинской разведки Кирилла Буданова законной целью для ВС РФ.
Во вторник, 26 марта, Алексей Данилов был уволен с должности секретаря СНБО Украины. Его место занял Александр Литвиненко, который до этого был председателем Службы внешней разведки. Новым главой СВР стал Олег Иващенко.
Министр обороны России отрицал угрозу мобилизации для организации «санитарной зоны» у границ Белгородской области. Басманный суд Москвы заочно арестовал главу Службы безопасности Украины Василия Малюка, предположительно, за организацию взрыв грузовика на Крымском мосту.
26 марта Министерство финансов США включило в санкционный список 11 компаний и двух лиц, которые связаны с торговлей криптовалютой для России. Издание Financial Times опубликовало снимки, которые подтверждают, что Россия начала поставлять нефть в Северную Корею. Предположительно, именно из-за этого в конце марта Россия наложила вето на создание комиссии ООН об обходе санкций КНДР.

## 27 марта

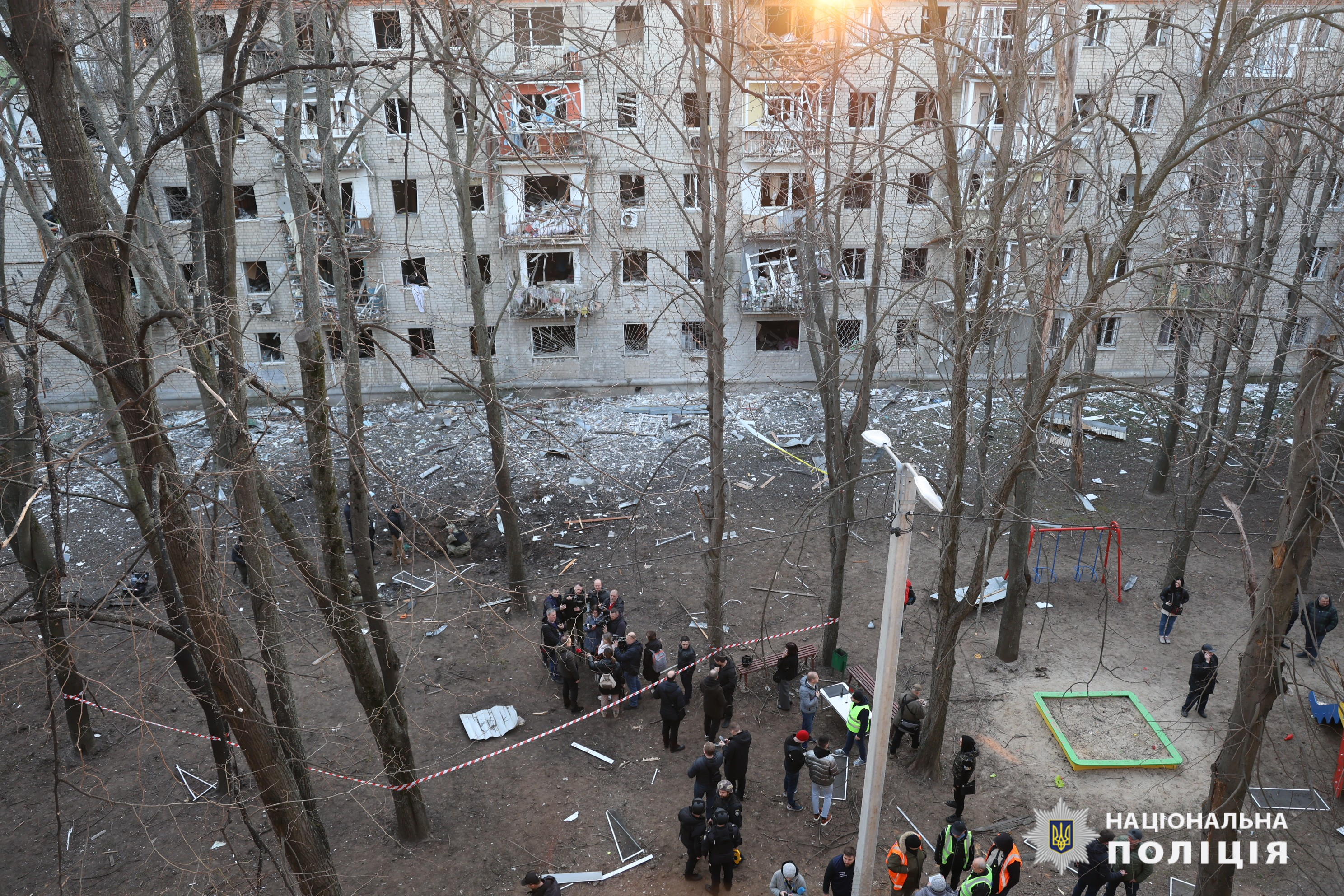
Дом в Харькове после удара 27 марта

В ночь на 27 марта силы ПВО Украины уничтожили 10 из 13 российских дронов Shahed над Харьковской, Сумской и Киевской областями. Изюме было частично разрушено здание гимназии и близлежащие жилые дома. В Николаеве пострадали четыре жилых дома (8 раненых); в Украинске — гаражи (2 раненых); в селе Михайловка — жилые дома (1 погибший). Впервые с 2022 года Харьков был атакован авиабомбами, в результате чего пострадало 14 многоэтажек (1 погибший, 19 раненых). Владимир Зеленский назвал «российский террор» против города «особенно подлым».
В ночь на 27 марта над Белгородом сбили 18 снарядов систем залпового огня, 3 беспилотника. Также украинский беспилотник атаковал здание МВД в центре города (1 пострадавший). Позднее местные Telegram-каналы выкладывали видео с обстрелами, о которых не сообщал глава региона. Известно об атаках на посёлок Поляна Масловопристанского поселения. Глава аннексированной Херсонской области Владимир Сальдо сообщил, что украинские военные обстреляли Олешки.
ВСУ отчитались о 67 боевых столкновениях за последние сутки, 5 ракетных и 74 авиационных ударах, совершили 152 обстрелов из реактивных систем залпового огня. Военные корреспонденты сообщали, что украинские силы постепенно оставляли первый рубеж обороны Тоненькое — Орловка — Бердычи к западу от Авдеевки. Также известно о незначительных успехах россиян на продвижении к Георгиевке и Красногоровке, сложностях в Новомихайловке. На лиманском направлении в районе села Тёрны российские военные оказались в тяжёлом положении и отмечали, что командующий Сухраб Ахмедов, прозванный ранее «мясником», ведёт 20-ю армию к гибели. Представитель оперативного командования «Юг» в эфире украинских телекомпаний сообщал, что Россия накопила в Крыму несколько десятков ракет типа «Циркон».
Euroclear сообщил, что сохранит прибыль, полученную от инвестирования замороженных российских активов, на случай судебных расходов при иске со стороны Москвы.
Страны G7 начали обсуждение снижения потолка цен на российскую нефть, так как установленный в конце 2022 года порог в $60 за баррель оказался неэффективен. Одновременно Reuters сообщал, что Российские нефтяные компании сталкиваются с задержками платежей за нефть так как Китай, ОАЭ и Турция усиливают контроль над банками.
Группа из 39 Нобелевских лауреатов призвала в открытом письме мировым лидерам существенно увеличить помощь Украине. Одновременно Всемирный банк одобрил Украине заём в размере $1,5 млрд под гарантии Великобритании и Японии. Средства будут направлены на социальные и гуманитарные нужды, восстановление экономики.

## 28 марта

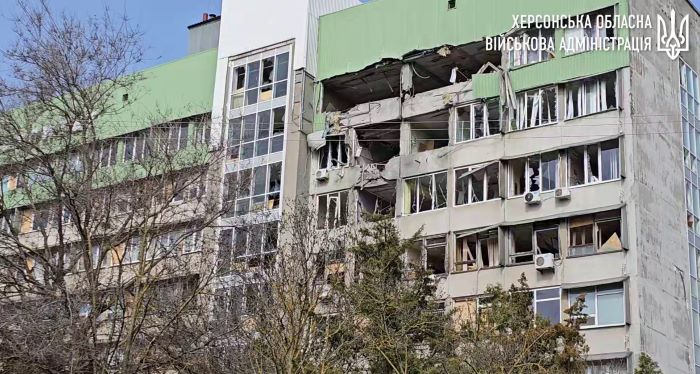
Главное здание Херсонского государственного университета после обстрела

В ночь на четверг российские войска из Крыма и Краснодарского края запустили 28 беспилотников, 26 из которых украинской стороне удалось сбить. Сообщалось также о применении трёх крылатых ракет Х-22, противорадиолокационной ракеты Х-31П и ракеты для комплекса С-300. Под обстрел попало Запорожье: более 40 домов было повреждено, 2 человек пострадали. Власти Никопольского района отчитались о 10 российских атаках, повредивших лицей, жилые и хозяйственные сооружения, энергетическое оборудование и линию электропередач. В результате обстрела Николаевки в Донецкой области погибла одна мирная жительница, повреждены 11 многоэтажек и 11 частных домов. При обстреле Херсона пострадали 2 мирных жителя, было повреждено здание одного из университетов; в атаке на Моначиновку — ранения получили два мирных жителя. Кроме того, были атакованы Берислав (2 пострадавших), Волчанск и Купятский район Харьковской области (1 погибший, 1 пострадавший). Воздушная тревога также сработала в Киеве, где мэр города Виталий Кличко и мэр Парижа Анн Идальго были вынуждены провести совещание в укрытии.
28 марта недалеко от Севастополя упал военный самолёт, предположительно, истребитель Су-35 (по некоторым сообщениям Су-27). Обломки упали в море, пилот катапультировался. По предварительным данным, самолёт могла по ошибке сбить российская система ПВО. Известно также о пожаре в результате обстрела в селе Коровяковка в Курской области, пострадавших в селе Новая Таволжанка, повреждении жилых домов в посёлке Тёткино и линий электропередачи в посёлке Шебекино. Кроме того, СМИ подсчитали, что за неделю в Белгородской области российские военные «уронили» 12 авиабомб.
ВСУ отчитался о 48 боевых столкновениях за сутки; о 4 ракетных и 77 авиационных ударов, а также о 53 обстрелах из реактивных систем залпового огня со стороны российских военных.
По подсчётам министра обороны Украины, общая взрывная мощность российских авиаударов по Украине с начала 2024 года к концу марта превысила 9 килотонн. Широко используемые бомбы ФАБ-500 позволили российским войскам занять Авдеевку. После чего бои перешли в позиционные, и к концу марта ВР РФ незначительно продвинулись к западу от населённого пункта и в южнее Марьинки.
Следственный комитет РФ заявил, что установил связь террористов, атаковавших «Крокус Сити Холл» с «украинскими националистами». Представитель администрации президента США назвал эти доводы пропагандой: «Российские чиновники, похоже, довольно хорошие продавцы навоза». Одновременно Владимир Зеленский в интервью CBS News заявил, что опасается крупного российского наступления в конце мая — начале июня. Однако центр противодействия информации при СНБО назвал информацию о готовящемся наступлении на Харьков «частью вражеской кампании пропаганды страха». Главкома ВСУ сообщил, что ведомство снизило оценку числа мобилизованных для продолжения военных действий, но не назвал цифру.
На фоне атак на российские нефтеперерабатывающие заводы российские власти увеличили экспорт бензина из Беларуси — с нуля в январе до 3 тыс. тонн в марте.

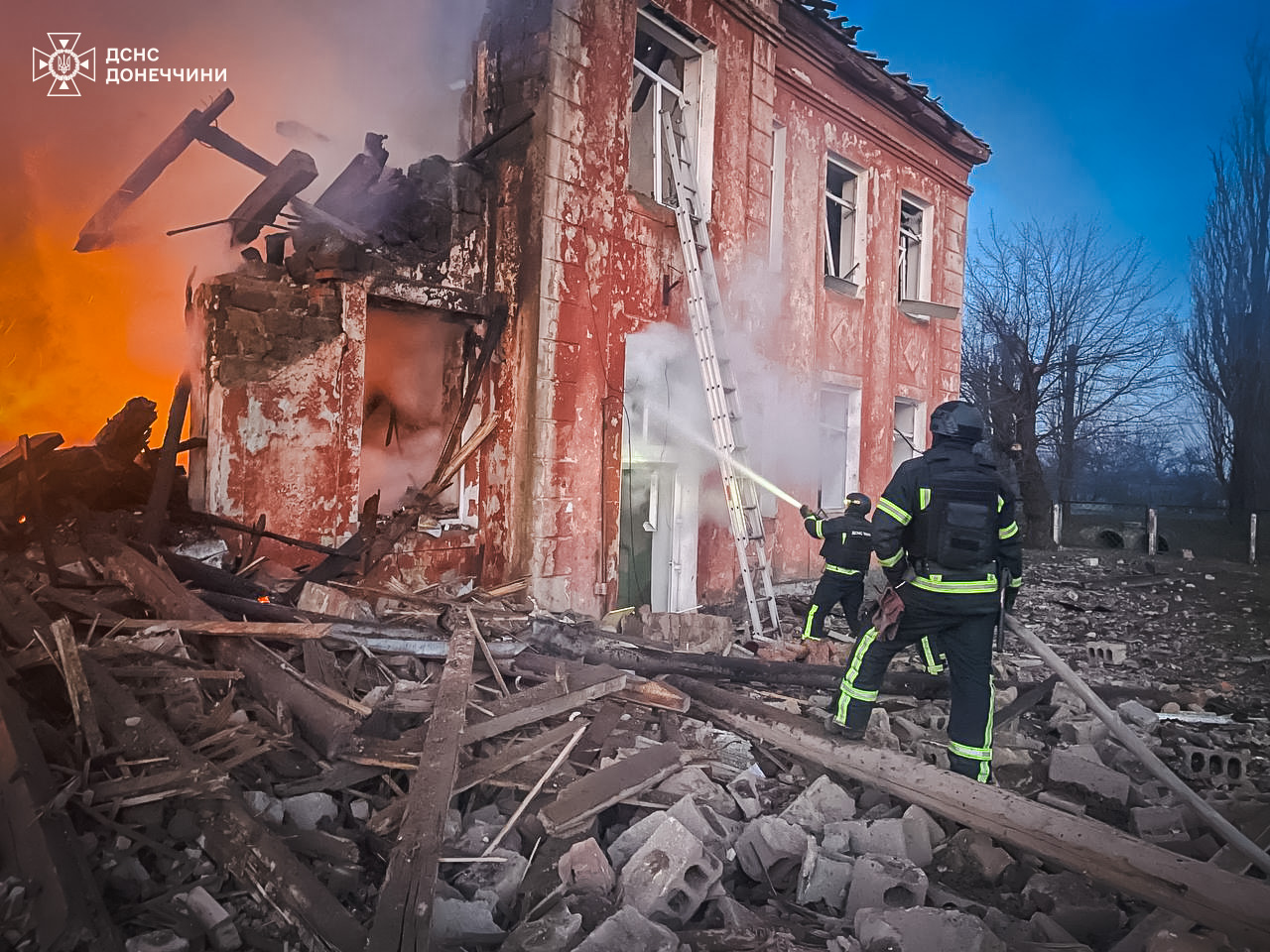
Гимназия № 19 города Горняк Донецкой области

Сотрудники СБУ сообщали о задержании подозреваемого в пособничестве ФСБ РФ, который собирал сведения о лечащихся украинских солдатах в одном из госпиталей, а также снимал периметр ТЭС. Кроме того, СБУ предъявила обвинения руководителям самопровозглашённой ДНР, организовавшим голосования на выборах президента РФ в оккупированном Донбассе. Предположительно, они участвовали в массовых фальсификациях, чтобы отчитаться о максимальной поддержке Владимира Путина. Генпрокуратура РФ направила в военный суд дело об «оправдании терроризма» в отношении пресс-секретаря компании Meta, который якобы оправдывал насилие против российских военных.
Румынские военные вечером 28 марта обнаружили фрагменты российского беспилотника «Шахед» в 7 километрах от муниципалитета Брэила. Пресс-секретарь Дмитрий Песков заявил, что Кремль не знает об инциденте.
28 марта продал свои российские заводы и ушёл с рынка австрийский производитель кирпича Wienerberger. Издание Reuters подсчитало, что с начала вторжения на Украине по март 2024 года международные компании, ушедшие с российского рынка, потеряли $107 млрд.
Германия 28 марта объявила о передаче Украине крупного пакета военной помощи. Одновременно газета Le Monde сообщила, что военная помощь в 3 млрд евро в год для Украины, предусмотренная в соглашении о гарантиях поддержки от 16 февраля, создаёт бюджетную проблему для французского правительства.

## 29 марта
В ночь на 29 марта российские военные применили 99 беспилотников, крылатых и баллистических ракет для атаки на энергетические объекты Украины: 60 ударных дронов типа «Shahed» (сбито 58), три аэробалистические ракеты Х-47М2 «Кинжал», две баллистические ракеты «Искандер-М», девять управляемых авиационных ракет Х-59 (сбито 5), четыре крылатые ракеты «Искандер-К» (все сбиты) и 21 крылатую ракету Х-101/Х-555 (сбито 17). Несмотря на потери, Минобороны РФ отчиталось, что все намеченные цели были достигнуты. Президент Украины Владимир Зеленский обвинил Россию в попытке устроить экологическую катастрофу на Каневской и Днестровской ГЭС. Также были опубликованы видео с повреждениями Кременчугской ГЭС. Украинский энергохолдинг ДТЭК подтвердил повреждение трёх теплоэлектростанций, но не указал, каких именно. Сообщалось о жертвах в Днепропетровской (минимум 6 человек) и Одесской областях (3 пострадавших).
Компания Укрэнерго объявила, что после российского удара в Днепропетровской, Запорожской, Кировоградской, Сумской, Донецкой, Полтавской областях были аварийные отключения, а в Харьковской и в Кривом Роге введены графики почасовых отключений. Из-за массированной ракетной атаки Польша ночью поднимала в воздух военную авиацию.
Военные корреспонденты и Telegram-каналы сообщали о продвижении российских войск в Новомихайловке, а также от Тоненького в сторону Уманского; продолжающихся боях в Победе и Первомайском, возле Георгиевки, Работино и Вербового. По подсчётам Института изучения войны с 1 января по 28 марта 2024 года ВС РФ заняли 100 км² украинской территории. При этом в своём первом интервью новый главнокомандующий ВСУ Александр Сырский постарался успокоить население и сообщил о подготовке резервов для дальнейшего наступления.
Губернатор Белгородской области сообщил, что ночью на 29 марта было сбито 15 воздушных ракет. Один из БПЛА врезался в многоэтажку, в результате чего погиб один мирный житель и двое ранены.
Депутат Госдумы Александр Хинштейн опубликовал в своём телеграм-канале видеообращение, предположительно, российских военнопленных из Самарской области к губернатору Дмитрию Азарову. Один пленный сказал, что многие из них имеют ранения различной степени тяжести. Другой военнопленный подтвердил, что у многих нет конечности и их долго не обменивают.
Премьер-министр Польши предупредил, что Европа вошла в «предвоенную эпоху» и что необходимо подготовиться к экспансии войны. Министерство обороны Франции сообщило, обнаружили и закрыли сайт, приглашавший добровольцев для участия в войне на стороне Украины. Предположительно, ресурс распространяли коммуникационные структуры, связанные с бывшей ЧВК «Вагнер».

## 31 марта
Под утро российские военные нанесли ракетный удар по территории Украины. По информации ВСУ было запущено 14 крылатых ракет Х-101/Х-555, 11 беспилотников типа «Shahed», баллистическая ракета «Искандер-М» и управляемая авиационная ракета Х-59. Силам ПВО Украины удалось сбить 9 крылатых ракет Х-101/Х-555 и 9 ударных беспилотников. По информации Укрэнерго, ударам подверглись высоковольтные подстанции, были применены аварийные отключения в Одессе. В результате удара по Львовской области погиб 1 человек.
Вечером российскими военными был нанесён удар управляемыми авиабомбами по объектам гражданской инфраструктуры в Шевченковском районе Харькова.